# Invasão do Iraque em 2003
A Invasão do Iraque em 2003, que começou a 20 de março de 2003 e terminou em 1 de maio do mesmo ano, foi a primeira etapa do que se tornaria um longo conflito, a Guerra do Iraque. Foi lançada com o nome de "Operação Liberdade do Iraque" pelos Estados Unidos e aconteceu no contexto da Guerra Global contra o Terrorismo. A invasão durou apenas 21 dias e foi bem sucedida. Os americanos receberam apoio militar do Reino Unido, da Austrália e da Polônia. O objetivo era derrubar o regime baathista de Saddam Hussein. A fase da invasão do conflito foi curta e consistiu em combate convencional e na ocupação de boa parte do Iraque, resultando na destituição do governo que estava no poder. A ditadura de Saddam entrou em colapso logo após a queda de Bagdá.
Apenas quatro países enviaram tropas na fase de invasão, que foi de 19 de março a 1 de maio de 2003. Os Estados Unidos contribuíram com a maior força (148 000 soldados) que formavam a vanguarda da Coalizão. O Reino Unido enviou 45 000 militares a frente de batalha, a Austrália 2 000 e a Polônia apenas 194 soldados (a maioria forças especiais). Outras 36 nações contribuíram com tropas e observadores após a invasão ter sido concluída. O Kuwait e a Arábia Saudita ofereceram seus territórios para apoiar as forças aliadas. No norte do Iraque, a milícia curda conhecida como Peshmerga também apoiou a invasão incondicionalmente.
De acordo com o presidente dos Estados Unidos, George W. Bush, e com o primeiro-ministro do Reino Unido, Tony Blair, a missão da coalizão era "desarmar o regime iraquiano, encerrar o apoio de Saddam Hussein a organizações terroristas e libertar o povo iraquiano". Os motivos citados para a guerra, contudo, foram controversos. O general americano Wesley Clark, um ex comandante da OTAN e diretor do Gabinete de Estratégia e Política, descreveu no seu livro Winning Modern Wars ("Vencendo Guerras Modernas", lançado em 2003), conversas com oficiais de alta patente do Pentágono após os atentados terroristas de 11 de setembro, sobre o planejamento de invadir sete países do Oriente Médio em um período de cinco anos. Ele falou: "enquanto eu caminhava pelo Pentágono em novembro de 2001, um dos oficiais graduados das forças armadas tinha um tempo para conversar. 'Sim, nós ainda estamos seguindo com os planos para o Iraque', ele me disse. Mas ele foi além. Isso tudo era parte de uma campanha de cinco anos, ele falou, e havia planos para atacar sete países, começando pelo Iraque, então a Síria, o Líbano, a Líbia, o Irã, a Somália e o Sudão". Nada disso foi confirmado, mas a liderança militar americana realmente lançou uma agenda de campanhas militares após o 11 de setembro, com o intuito de combater o terrorismo. De acordo com os britânicos, o que impulsionou o conflito foi o fracasso do Iraque em se dispor a se desarmar de todo o seu arsenal nuclear, químico e biológico, que os americanos e seus aliados ingleses acreditavam ser uma ameaça a paz global. Em 2005, um relatório divulgado pela Central Intelligence Agency (CIA) reportou que, desde 1991, o Iraque não tinha nenhum programa ativo para construção de armas de destruição em massa.
Além dos supostos programas de armas de destruição em massa, outra acusação feita contra o Iraque era de que o regime de Saddam apoiava e financiava grupos terroristas, como a al Qaeda. Apesar da ausência de provas que realmente comprovassem tal ligação, em uma pesquisa de opinião feita em janeiro de 2003 pela rede CBS afirmava que 64% dos americanos apoiavam uma ação militar contra o regime iraquiano. Contudo, 63% dos entrevistados afirmavam que preferiram que Bush tivesse buscado uma saída diplomática e pelo menos 62% acreditavam que esta guerra aumentaria a ameaça do terrorismo contra o país. A invasão do Iraque foi fortemente criticada por velhos aliados dos Estados Unidos, como a França, a Alemanha e a Nova Zelândia, e muitos países da OTAN se recusaram a enviar tropas em apoio aos americanos. Os líderes dessas nações argumentaram que não havia provas que comprovassem que as acusações feitas pelos americanos eram reais e que um ataque ao país seria uma violação da lei internacional. Nos meses anteriores ao conflito houve grandes protestos por várias cidades do mundo. Estas acabaram sendo as maiores manifestações antiguerra da história até então.
Mesmo com todas as controvérsias, a invasão começou em março de 2003 com enormes bombardeios aéreos contra Bagdá (mirando especialmente os ostentosos palácios presidências de Saddam), além de outros alvos de importância militar pelo país. Após apenas um dia de ataques aéreos, a Coalizão lançou uma incursão terrestre em larga escala pelo sul, avançando principalmente pela província de Baçorá, através da fronteira kuwaitiana. Os campos petrolíferos do sul foram uma das prioridades iniciais, com tropas especiais sendo enviadas para toma-los. A força de ataque principal, formado primordialmente pelo exército dos Estados Unidos e do Reino Unido, ocupou o sul e partiu para a região central do Iraque, onde a capital do país ficava. Várias batalhas de pequena, média e até grande intensidade foram travadas no caminho. Um dos maiores confrontos aconteceram em Nassíria, onde houve pesadas baixas em ambos os lados. Porém, na maioria das batalhas, a resistência foi menor que a esperada, especialmente devido a superioridade tecnológica dos países ocidentais. Os ataques aéreos foram muito bem sucedidos, destruindo a infraestrutura militar iraquiana e assim desarticulando as forças do regime. No norte, mais unidades de elite americanas atuaram em missões especiais, apoiados por milícias curdas, e tomaram importantes cidades da região, como Quircuque e Ticrite.
A principal coluna dos exércitos aliados focaram na região central do Iraque e partiram em direção a capital, Bagdá. A resistência foi abaixo da esperada. A maioria das unidades militares iraquianas foram rapidamente sobrepujadas e a capital caiu a 9 de abril de 2003. Outras operações aconteceram no norte e no oeste iraquianos e foram igualmente bem sucedidas. Com o colapso do regime, Saddam Hussein, seus dois filhos (Uday e Qusay) e as principais cabeças do seu governo fugiram e se esconderam para evitar a captura pelas forças de ocupação da Coalizão. Em 1 de maio, o presidente Bush declarou encerradas as principais operações militares no Iraque. Contudo, a guerra não se encerraria, com o país sendo engolido em um mar de violência sectária e religiosa que ceifaria centenas de milhares de vidas. Em dezembro de 2011, os Estados Unidos retiraram suas tropas do território iraquiano depois de oito anos de ocupação. A invasão de 2003 do Iraque foi uma das maiores guerras entre exércitos convencionais da história recente, onde pelo menos 1 000 soldados foram mortos em batalhas.

## Prelúdio

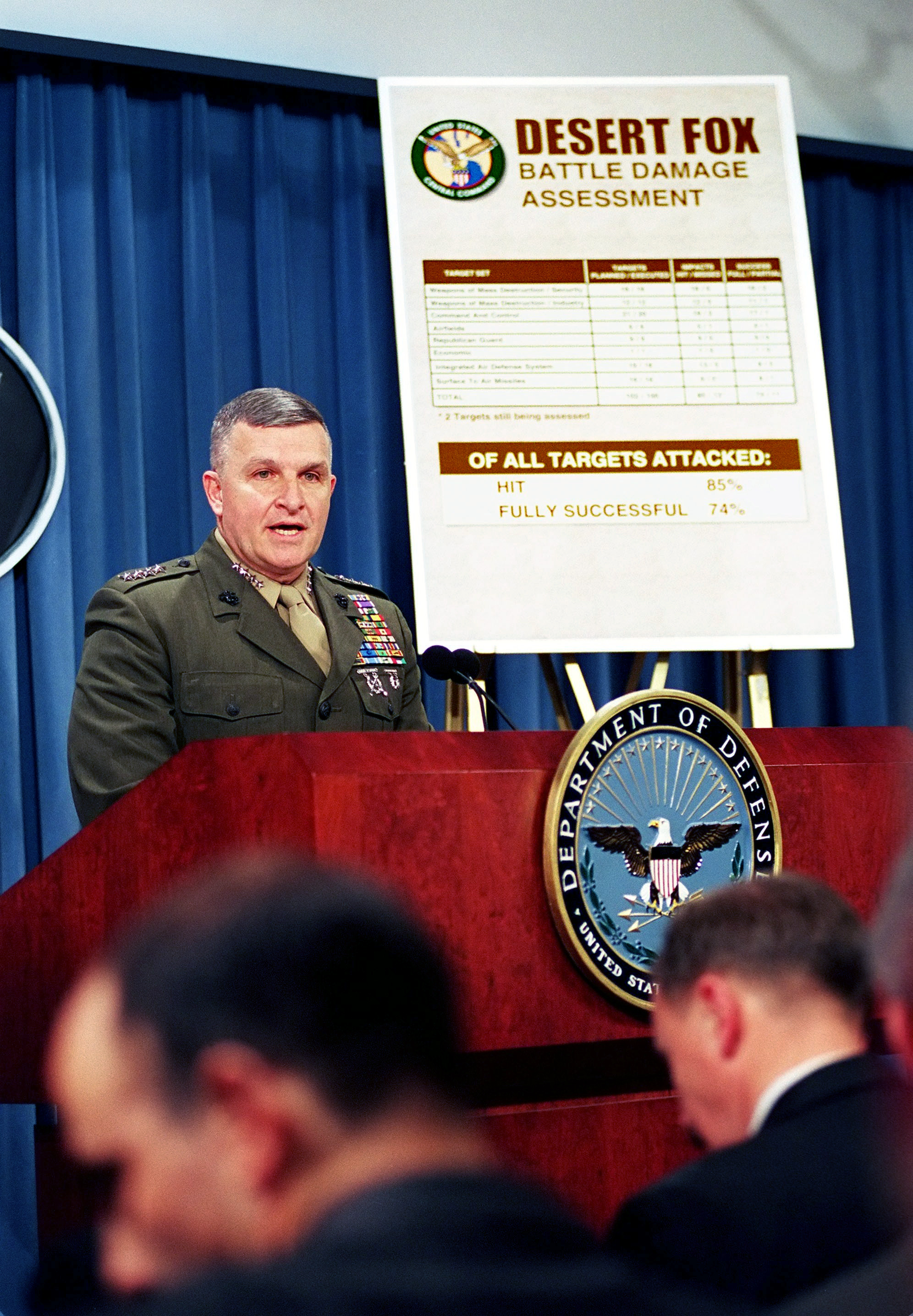
O general Anthony C. Zinni durante uma coletiva de imprensa no Pentágono falando sobre a Operação Desert Fox, em 21 de dezembro de 1998

A primeira Guerra do Golfo terminou em 28 de fevereiro de 1991, com um cessar-fogo negociado entre a Coalizão da ONU e o Iraque. Os Estados Unidos e seus aliados queriam manter as forças militares de Saddam sob pressão e debilitadas através das operações Southern Watch e Northern Watch, que foi conduzido por uma força tarefa com aviões americanos, britânicos, sauditas e franceses. Para enfraquecer ainda mais o regime, foram impostas severas sanções econômicas ao país. O Iraque conduzia, desde os anos 80, um programa de armas biológicas. De início, os Estados Unidos e a Europa apoiaram Saddam em suas pesquisas. Detalhes sobre os programas de armas de destruição em massa do Iraque foram revelados após a guerra do Golfo (1990–91) após uma investigação feita pela Comissão Especial das Nações Unidas (UNSCOM) que também foi responsável por tentar forçar o desarmamento de Hussein. Investigações feitas pela UNSCOM afirmaram que o Iraque abandonou seu programa de armas químicas e biológicas nos anos 90. Os Estados Unidos e seus aliados então mantiveram uma política de "contenção" contra o Iraque. Foi adotada uma política de sanções econômicas, aprovadas pelo Conselho de Segurança da ONU; aeronaves ocidentais e árabes impuseram zonas de exclusão aéreas no norte e sul para evitar massacres étnicos contra curdos e xiitas. Várias tentativas de inspeções de instalações militares e de pesquisa foram feitas. Aviões e helicópteros militares iraquianos ocasionalmente desafiavam a zona de exclusão, e algumas destas aeronaves acabaram sendo abatidas. Esporadicamente, os americanos e britânicos bombardeavam alvos pelo Iraque, durante toda a década de 1990.

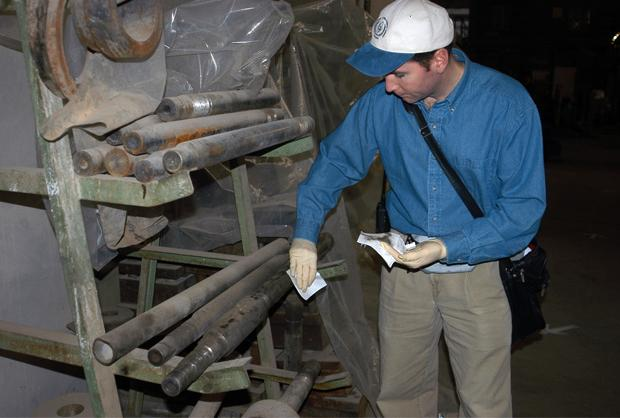
Inspetores da ONU no Iraque, em 2002

Em outubro de 1998, os Estados Unidos fizeram de remover Hussein do poder uma de suas prioridades de política externa, através do Iraq Liberation Act ("Ato de Libertação do Iraque"). Aprovado após a expulsão dos inspetores de armas da ONU (que os iraquianos acusaram de espionagem), o ato autorizou um programa de ajuda, na forma de US$ 97 milhões de dólares a "organizações de oposição democrática" no Iraque a fim de estabelecer um programa de apoio para uma "transição para democracia". Esta legislação não era apoiada pela Resolução 687 da ONU, que focava apenas em desarmar o regime e não mencionava mudanças no governo daquele país. Um mês após a aprovação da 'lei de libertação do Iraque', os Estados Unidos lançaram uma enorme campanha de bombardeios contra o centro do Iraque, na chamada Operação Desert Fox. A campanha focava em debilitar o governo de Saddam Hussein e seus programas de criação de armas destruição em massa.

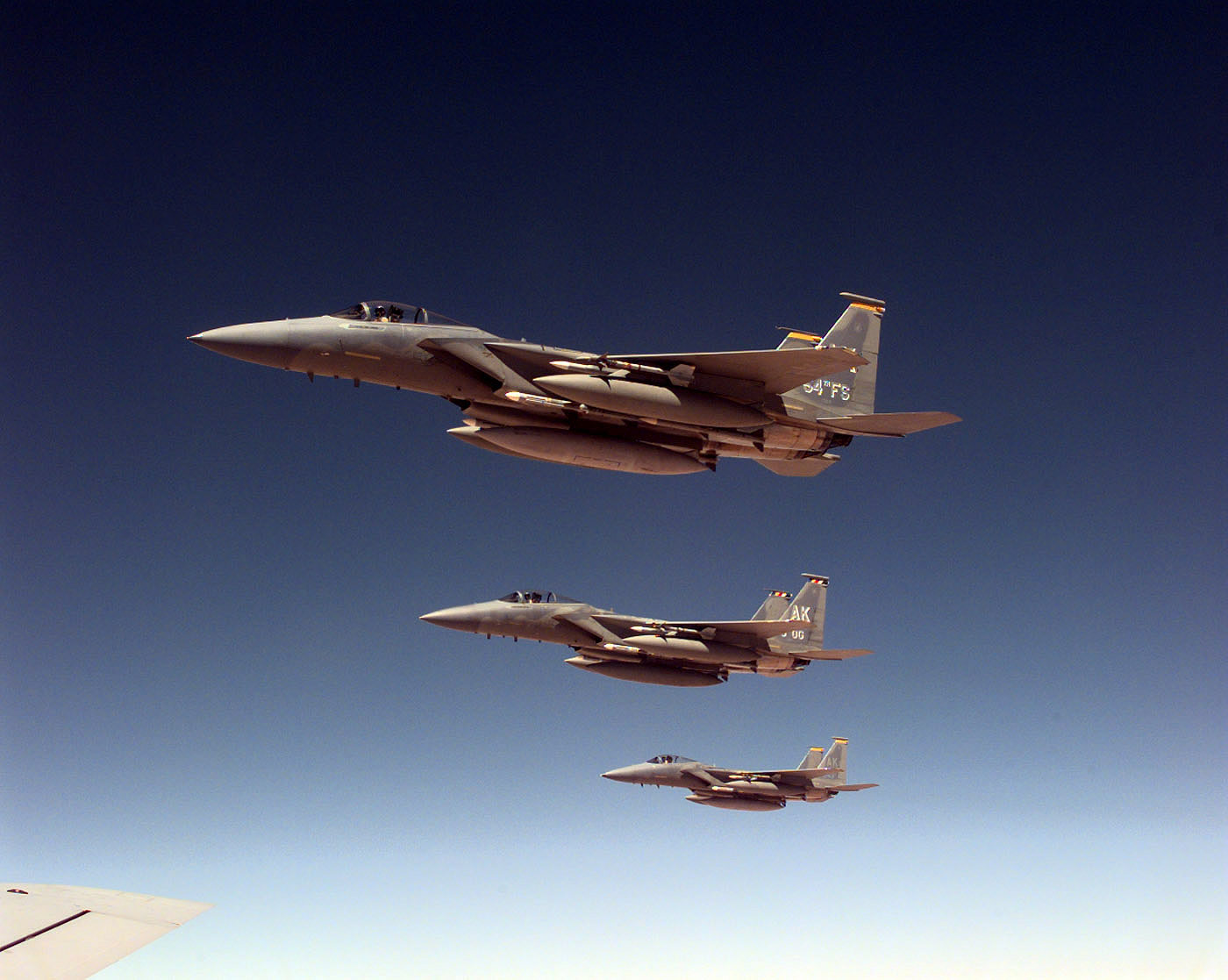
Caças F-15C durante a Operação Southern Watch, em 2000

Com a eleição de George W. Bush para o cargo de presidente em 2000, os Estados Unidos mudaram sua política para o Iraque, se tornando mais agressivos. Durante a campanha, o Partido Republicano prometeu uma postura mais dura com Saddam e que colocariam em movimento planos para derruba-lo em definitivo do poder. Após deixar a administração Bush, o então secretário do tesouro, Paul O'Neill, disse que já havia planos de derrubar o governo de Hussein do poder desde antes de Bush tomar posse e que já na primeira reunião do Conselho de Segurança Nacional já havia discussões sobre invadir o Iraque. O'Neill depois meio que voltou atrás, afirmando que essas discussões faziam parte de um contínuo processo da política externa americana, iniciada durante a administração Clinton.
Apesar do claro desejo da administração Bush de invadir o Iraque, o país não foi a prioridade inicial do governo americano nos primeiros meses de 2001. Contudo, tudo mudou após os atentados terroristas de 11 de setembro. De acordo com Richard A. Clarke, ex Chefe de contraterrorismo do Gabinete de Segurança Nacional, o governo Bush estava determinado a provar uma relação entre a organização terrorista al-Qaeda (que havia perpetrado os ataques de 11 de setembro) e o regime de Saddam Hussein. Clarke e outros analistas e especialistas em contraterrorismo afirmaram que, com quase toda a certeza, não havia envolvimento iraquiano nos atentados. O Secretário de defesa americano, Donald Rumsfeld, não acatou os dados disponibilizados pela Agência de Segurança Nacional (NSA) de que a al-Qaeda era a única responsável pelos a tentados e ordenou que o Pentágono começasse a preparar planos de invasão do Iraque. De acordo com funcionários do Comando Central Militar, Rumsfeld apenas perguntava: "melhor informação, rápido. Pense se é boa o bastante para atingir Saddam Hussein ao mesmo tempo. Não apenas Osama bin Laden". Um memorando escrito pelo secretário de defesa Rumsfeld, em novembro de 2001, já considerava um ataque ao Iraque como parte da Guerra ao Terror. A racionalização de invadir o Iraque como uma resposta aos atentados de 11 de setembro foi altamente criticada, especialmente devido a ausência de provas concretas que ligassem Saddam Hussein a al-Qaeda.
Logo após os atentados de 11 de setembro de 2001 (precisamente nove dias depois), o presidente Bush fez um discurso perante o Congresso dos Estados Unidos (transmitido pela televisão) em que ele anunciou o lançamento da "Guerra Global ao Terrorismo". No discurso, ele afirmou que não hesitaria em ordenar "ataques preventivos" contra organizações inimigas ao ocidente e que não faria distinção entre os terroristas e as nações que os apoiavam. Isso ficou mais tarde conhecido como a "Doutrina Bush". Alegações de que Saddam Hussein e a al-Qaeda seriam aliados foram feitas por membros do governo americano, que afirmavam que havia informações suficientes que provavam que a Mukhabarat (o serviço secreto iraquiano) tinha mantido contato com terroristas islâmicos entre 1992 e 2003. Alguns conselheiros da administração Bush haviam defendido uma imediata invasão do Iraque como reposta ao 11 de setembro, enquanto outros defendiam a criação de uma coalizão internacional para ajudar os Estados Unidos e que eles só deveriam agir com a autorização da ONU. Bush preferiu ir devagar e colaborar com as Nações Unidas, enquanto não descartava a possibilidade de invadir sem consentimento da comunidade internacional.

### Preparações para a guerra

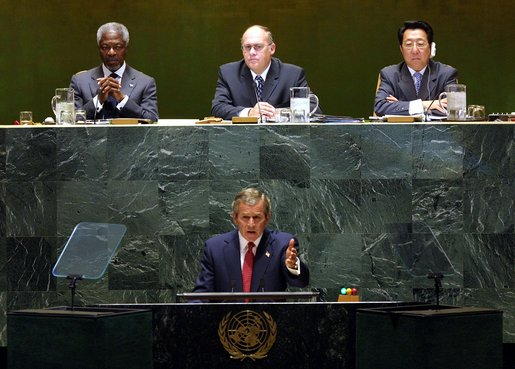
O então presidente americano George W. Bush falando no plenário da Assembleia Geral das Nações Unidas em 12 de setembro de 2002. No discurso ele falava sobre as queixas dos americanos sobre as atitudes do governo iraquiano

Apesar de conversas sobre ações contra o Iraque, a administração Bush esperou até setembro de 2002 para começar a argumentar por uma invasão ao território iraquiano. O Chefe de Gabinete da Casa Branca, Andrew Card afirmou que "de um ponto de vista de marketing, você não introduz novos produtos em agosto". Em um discurso no Conselho de Segurança das Nações Unidas, o presidente Bush começou formalmente a defender perante a Comunidade Internacional diversas ações energéticas contra o Iraque.

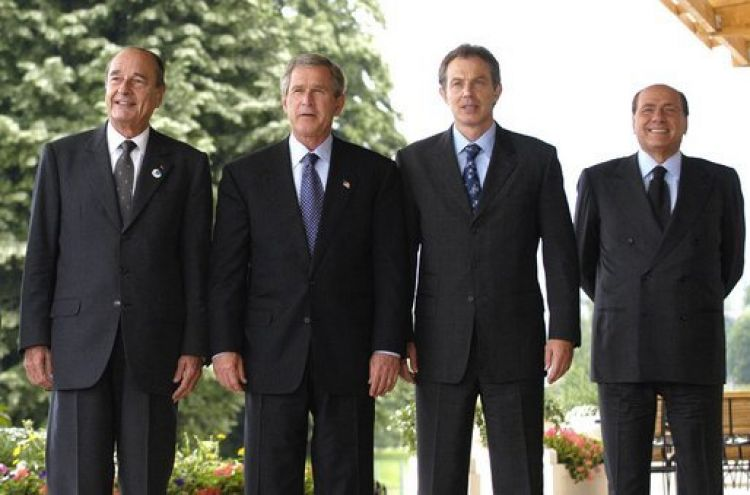
Os chefes de Estado das principais potências do G8 durante uma reunião na França. Da esquerda para a direita: o presidente francês Jacques Chirac, o americano George W. Bush e os primeiros ministros Tony Blair, do Reino Unido, e Silvio Berlusconi, da Itália. Deste, apenas Chirac não apoiou a invasão

Aliados chave dos Estados Unidos dentro da Organização do Tratado do Atlântico Norte (OTAN), como o Reino Unido, concordaram com os planos americanos, enquanto a França e a Alemanha se posicionaram contra uma eventual invasão ao Iraque, argumentando que as inspeções e a diplomacia deveriam ter prioridade. Após muito debate, o Conselho de Segurança da ONU aprovou uma resolução (de número 1441), que autorizava o retorno dos inspetores ao país e prometeu "sérias consequências" caso o regime não aceitasse. A França e a Rússia haviam deixado claro que eles não consideravam que uma ação militar direta para derrubar Saddam do poder como uma dessas consequências. Tanto o embaixador americano na ONU, John Negroponte, e o do Reino Unido, Jeremy Greenstock, acreditavam que a Resolução 1441 não aprovava diretamente uma invasão, sem outra resolução em separado.
A Resolução 1441 dava ao Iraque uma "oportunidade final para cumprir sua obrigação de desarmamento" e estabeleceu o retorno das inspeções feitas pela Comissão das Nações Unidas de Vigilância, Verificação e Inspeção (UNMOVIC) e pela Agência Internacional de Energia Atómica (AIEA). Hussein aceitou a resolução a 13 de novembro e os inspetores retornaram ao Iraque, sob coordenação do chefe da UNMOVIC, Hans Blix, e do diretor geral da AIEA, Mohamed ElBaradei. Em fevereiro de 2003, a AIEA afirmou que não havia encontrado qualquer evidência de que os iraquianos tinham um programa nuclear em andamento. Eles ainda completaram dizendo que itens que poderiam ser usados para fabricação de bombas atômicas, como tubos de alumínio, estavam sendo usados para outros fins. Já a UNMOVIC disse que igualmente não havia provas de que o Iraque havia recomeçado seu programa de armas de destruição em massa. A UNMOVIC havia supervisionado, na década de 1990, a destruição dos últimos arsenais de armamento químico e biológico de Saddam.
Em outubro de 2002, o Congresso dos Estados Unidos passou a "Resolução Conjunta para Autorizar a utilização das Forças Armadas dos Estados Unidos contra o Iraque". Esta resolução autorizava o presidente a "usar todos os meios necessários" contra o Iraque. Naquele momento, graças a mídia (que era em sua maioria favorável a invasão), a maioria dos americanos acreditavam que uma invasão do Iraque era no melhor interesse do país. Em fevereiro de 2003 (um mês antes da guerra começar), cerca de 64% dos americanos apoiavam uma ação militar para derrubar Hussein do poder.

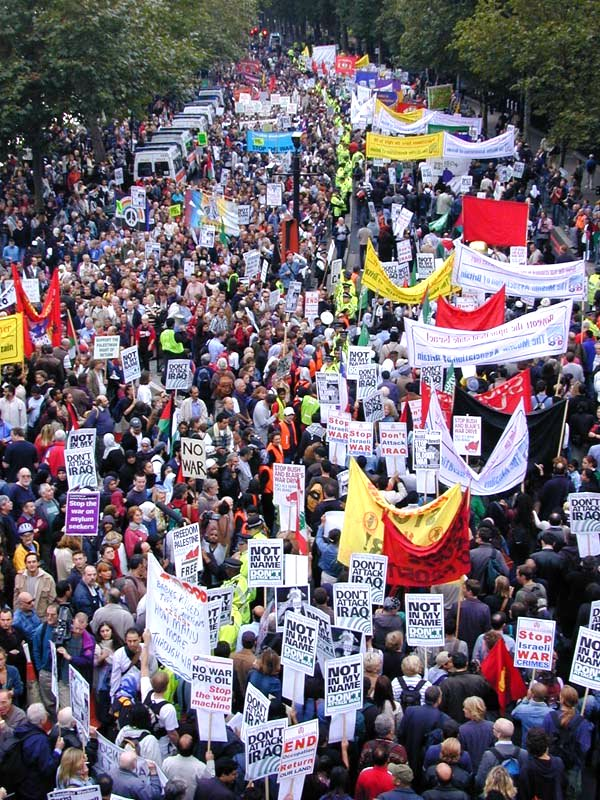
Manifestantes antiguerra em Londres, 2002

No Discurso sobre o Estado da União de 2003, o presidente Bush afirmou: "nós sabemos que o Iraque, no fim da década de 1990, tinha vários laboratórios móveis de armas biológicas". A 5 de fevereiro de 2003, o Secretário de Estado Colin Powell falou a Assembleia Geral da ONU, continuando o esforço americano de conseguir apoio da comunidade internacional para apoiar uma invasão. Na apresentação ele mostrou imagens digitais de caminhões que seriam os laboratórios móveis, dados de que Saddam havia tentado comprar equipamentos no exterior para construção de material nuclear e outras provas. Já na época, a conclusividade dessas evidências foi muito questionada. Posteriormente, muitos dos dados apresentados seriam até completamente desacreditados. Nesse meio tempo, protestos antiguerra aconteceram em dezenas de países no mundo.

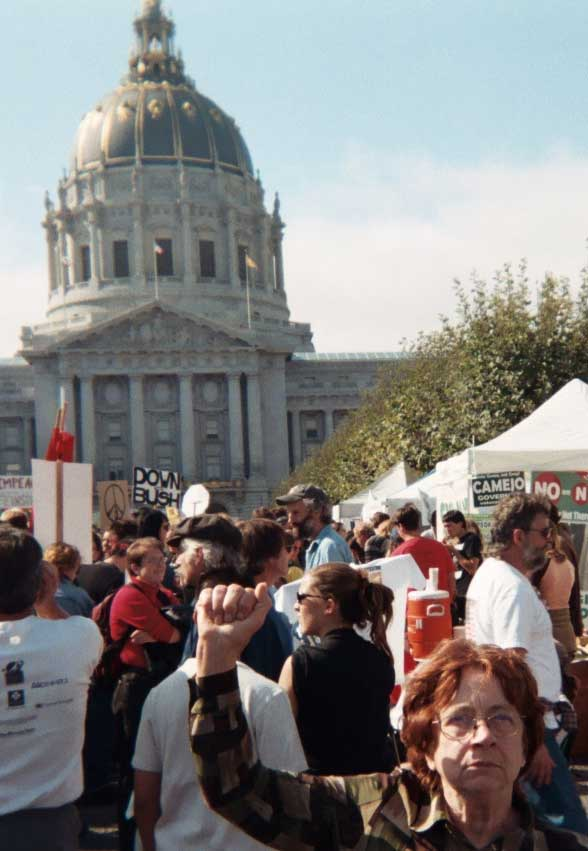
Em fevereiro de 2003, ocorreu em São Francisco, Califórnia, um dos maiores protestos antiguerra nos Estados Unidos. Entre 60 000 e 200 000 pessoas se manifestaram contra o conflito

Na ONU, Powell também falou sobre a relação entre o Iraque e a al-Qaeda e apresentou provas para sustentar sua argumentação. Após o discurso de Powell, os Estados Unidos, a Polônia, a Itália, a Austrália, a Dinamarca, o Japão e a Espanha propuseram uma nova resolução nas Nações Unidas, que dessa vez autorizasse o uso da força contra o Iraque. Contudo, alguns membros da OTAN, como o Canadá, a França e a Alemanha fortemente se opuseram. A Rússia, outra superpotência e com um assento permanente no Conselho de Segurança, afirmou que vetaria qualquer resolução que aprovasse a guerra. Esses países pediram que a diplomacia fosse a prioridade. Frente a tão forte oposição, os países da Coalizão, liderada pelos americanos, desistiram de tentar outra resolução. O presidente Bush então afirmou que poderia agir, com ou sem o consentimento da comunidade internacional.
A oposição a guerra não só aconteceu no campo diplomático. Milhares de pessoas foram as ruas entre fevereiro e março de 2003 para protestar contra o conflito. No dia 15 de fevereiro, entre 6 e 10 milhões de pessoas saíram para protestar em mais de 800 cidades pelo mundo, fazendo deste o maior protesto em escala global da história até então.
Em março de 2003, os Estados Unidos, o Reino Unido, a Polônia, a Austrália, a Espanha, a Dinamarca e a Itália começaram a se preparar para a guerra, tanto no campo diplomático quanto no militar. A 17 de março de 2003, falando em rede nacional de televisão, o presidente Bush exigiu que Saddam Hussein e seus dois filhos, Uday e Qusay, deixassem o Iraque em 48 horas ou enfrentariam uma ação militar direta. Contudo, os Estados Unidos e seus aliados começariam a bombardear o Iraque um dia antes do fim desta data limite, precisamente a 18 de março. Diferente da primeira Guerra do Golfo, a ONU não deu nenhum tipo de parecer ou resolução autorizando a guerra.
No Reino Unido, a Câmara dos Comuns debateu incessantemente se aprovaria ou não a participação britânica na guerra. Finalmente, a 18 de março de 2003 a moção foi aprovada por 412 votos a favor e 149 contra. Esta votação foi um dos momentos decisivos no governo do primeiro-ministro Tony Blair, onde ele apostou um enorme capital político na causa, arriscando o seu governo também, já que alguns parlamentares do seu próprio partido votaram contra e ainda havia uma enorme rejeição dentre a população britânica sobre o conflito no Iraque. Três ministros de Estado de Blair renunciaram em protesto contra a guerra: John Denham, Philip Hunt e o líder da Câmara dos Comuns Robin Cook.

## Aspectos militares
A missão dos Estados Unidos foi feita, inicialmente, sob o codinome Operation Iraqi Liberation ("Operação Libertação do Iraque). O nome foi depois mudado para Operation Iraqi Freedom ("Operação Liberdade do Iraque"), devido a similaridade do acrônimo do primeiro nome (OIL) com a palavra "petróleo" em inglês ("oil"). O Reino Unido chamou sua parte no conflito de Operação Telic.

### Apoio multilateral
Em novembro de 2002, o presidente George W. Bush, durante uma reunião da OTAN, afirmou que se Saddam Hussein escolhesse não se desarmar, os Estados Unidos iriam liderar a chamada "coalizão dos dispostos" para desarmá-lo a força.

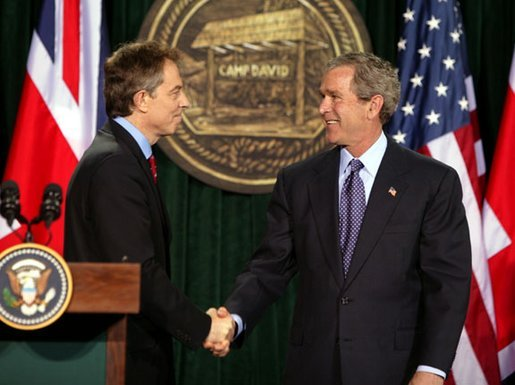
O primeiro-ministro britânico Tony Blair (esquerda) e o presidente americano George W. Bush se reunindo em Camp David, em março de 2003. O Reino Unido foi o principal aliado dos Estados Unidos durante a invasão e no conflito posterior

Nos meses seguintes, a administração Bush usou o termo 'coalizão dos dispostos' ("Coalition of the Willing") para se referir aos países que apoiariam a invasão, militar ou verbalmente. A lista completa com o nome das nações aliadas foi apresentada ao público em março de 2003 e tinha 49 membros. Destes, somente 6 (além dos Estados Unidos) enviaram tropas na fase de invasão da Guerra do Iraque (foram eles: Reino Unido, Austrália, Polônia, Espanha, Portugal e Dinamarca). Os outros 33 enviaram soldados ou observadores apenas durante a fase de ocupação. Destes países da Coalizão, seis não tinham um exército formal.

### Força de invasão
Os Estados Unidos mobilizaram cerca de 148 000 soldados para a invasão. O Reino Unido disponibilizou 45 000 combatentes, os australianos 2 000 e os espanhóis mais 1 300, além de 194 militares poloneses das forças especiais (GROM). A invasão foi apoiada por milícias curdas iraquianas no norte, que tinham cerca de 70 000 paramilitares em suas fileiras. Alguns grupos dissidentes armados no sul do Iraque também deram apoio aos Aliados.
O Comando Central das Forças Armadas dos Estados Unidos afirmou, a 30 de abril de 2003, que o país havia, no total, mobilizado 466 985 militares para a Operação Liberdade do Iraque. Este número incluía 54 955 da força aérea (mais 2 084 da reserva), 7 207 da guarda aérea nacional, 74 405 fuzileiros navais, 9 501 da força de reserva dos fuzileiros, cerca de 61 296 da marinha de guerra (incluindo 681 da guarda costeira), 2 056 da reserva da marinha, além de 233 342 do exército, 10 683 reservistas e 8 866 homens da guarda nacional.
Planos para abrir uma segunda frente de batalha com infantaria pesada acabaram sendo canceladas após o governo da Turquia negar aos Estados Unidos o uso do seu território para atacar o Iraque. Os americanos tiveram então que lançar centenas de paraquedistas no norte do Iraque que, apoiados por uma divisão de infantaria, chegou a ter 15 000 homens no combate.

### Preparações finais

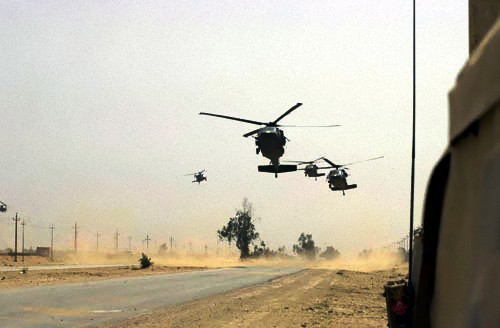
Helicópteros UH-60 do exército dos Estados Unidos durante a invasão

A Divisão de Operações Especiais da CIA já estavam no Iraque desde julho de 2002, meses antes da invasão. Sua missão era 'pavimentar o caminho' (através de várias atividades) para as forças armadas americanas. Os esforços dos agentes da CIA eram apoiados por membros das Forças Especiais americanas. Uma das principais missões era preparar e organizar as tropas curdas chamadas de Peshmerga. Além do regime, os curdos foram alistados para ajudar os aliados a lutar contra o grupo Ansar al-Islam, organização filiada a Al Qaeda, na região noroeste iraquiana.
Os membros das equipes especiais aliadas realizaram missões de reconhecimento atrás das linhas inimigas para identificar alvos e oficiais valiosos. Os primeiros ataques aéreos miraram principalmente na liderança iraquiana, especialmente Saddam Hussein e seus generais. Apesar dos primeiros bombardeios não terem conseguido pegar Hussein ou seus comandantes, eles conseguiram atingir seus postos de controle e comando. Alguns generais, contudo, foram de fato mortos e isso atrapalhou a capacidade do exército iraquiano de reagir e manobrar contra as forças invasoras.
Uma das missões das forças especiais de infiltração era convencer (através de ameaças ou subornos) oficiais e comandantes do exército de Saddam a se render e dispersar suas unidades. Muitos aceitaram simplesmente ignorar a força invasora e não acatar ordens vindas do QG em Bagdá. A Turquia, apesar de membro da OTAN, se recusou a aceitar que seu território fosse usado para a invasão. Por causa disso, as unidades especiais do exército e os paraquedistas americanos tiveram de usar o território curdo como base de operações, apoiados pela milícia Peshmerga, a fim de ter por onde atacar as tropas de Hussein no norte. Isso acabou tendo êxito, já que o 5º Corpo da infantaria do exército iraquiano decidiu permanecer perto da região curda, ao invés de partir para o sul para ajudar a defender a capital.
De acordo com o general Tommy Franks, um espião americano em Bagdá trabalhando como diplomata, ao ser abordado pela inteligência iraquiana, forneceu dados falsos ao regime. O espião (codinome April Fool) disse aos oficiais do governo que ele tinha informações sigilosas e aceitou dinheiro para revelá-las. A informação era, na verdade, um engodo e os iraquianos acabaram, baseado nos dados falsos, enviando tropas para o norte e para o oeste, ao invés do sul (de onde a invasão de fato veio). Isso acabou reduzindo muito a capacidade do Iraque de responder e facilitou o avanço das forças aliadas, via Kuwait.

### Força oposta

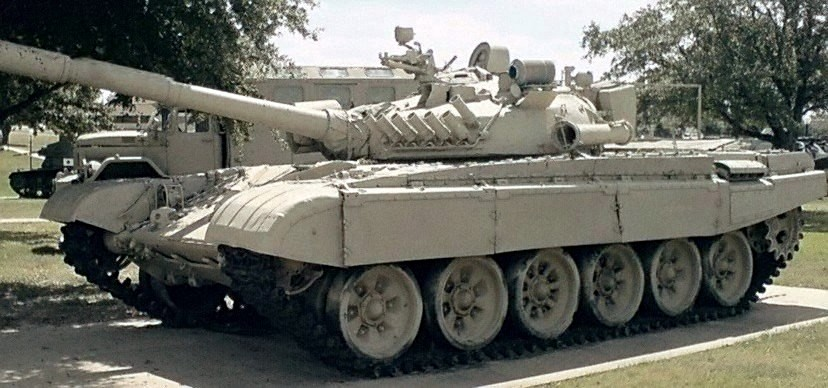
Um tanque de guerra T-72 (Asad Babil, ou "Leão de Bagdá) do exército iraquiano

O número total de militares servindo nas Forças Armadas do Iraque antes da guerra era incerto, mas acreditava-se que eram muito mal armados. O Instituto Internacional para Estudos Estratégicos estimou que as forças de Saddam contavam com pelo menos 538 000 combatentes (375 000 no exército, 2 000 na marinha, 20 000 na força aérea e 17 000 na defesa antiaérea). Eram apoiados por forças paramilitares como os Fedayeen Saddam (com 44 000 combatentes) e a Guarda Republicana (80 000 soldados).
Outras estimativas afirmavam que o exército tinha entre 280 000 e 350 000 e a guarda republicana tinha entre 50 000 e 75 000, enquanto as forças paramilitares tinham entre 20 000 e 40 000 combatentes. Havia pelo menos treze divisões de infantaria, dez mecanizadas e blindadas, além de algumas forças especiais. A força aérea e a marinha iraquiana tiveram um papel pífio no conflito.
Durante a invasão, combatentes estrangeiros foram ao Iraque, muitos através da Síria, para combater do lado dos Fedayeens. Não se sabe ao certo quantos guerrilheiros estrangeiros foram lutar em solo iraquiano em 2003, mas acreditava-se que metade dos combatentes no centro do Iraque não seriam originários do país.
Além disso, militantes islâmicos curdos, como o grupo Ansar al-Islam controlavam algumas pequenas regiões no norte do Iraque, em áreas fora do controle de Saddam. A Ansar al-Islam havia lutado contra forças seculares do Curdistão desde 2001. Na época da invasão eles possuíam entre 600 e 800 combatentes. O líder dos insurgentes islamitas era Abu Musab al-Zarqawi, que mais tarde se tornaria um dos grandes líderes da insurgência iraquiana.

## A invasão

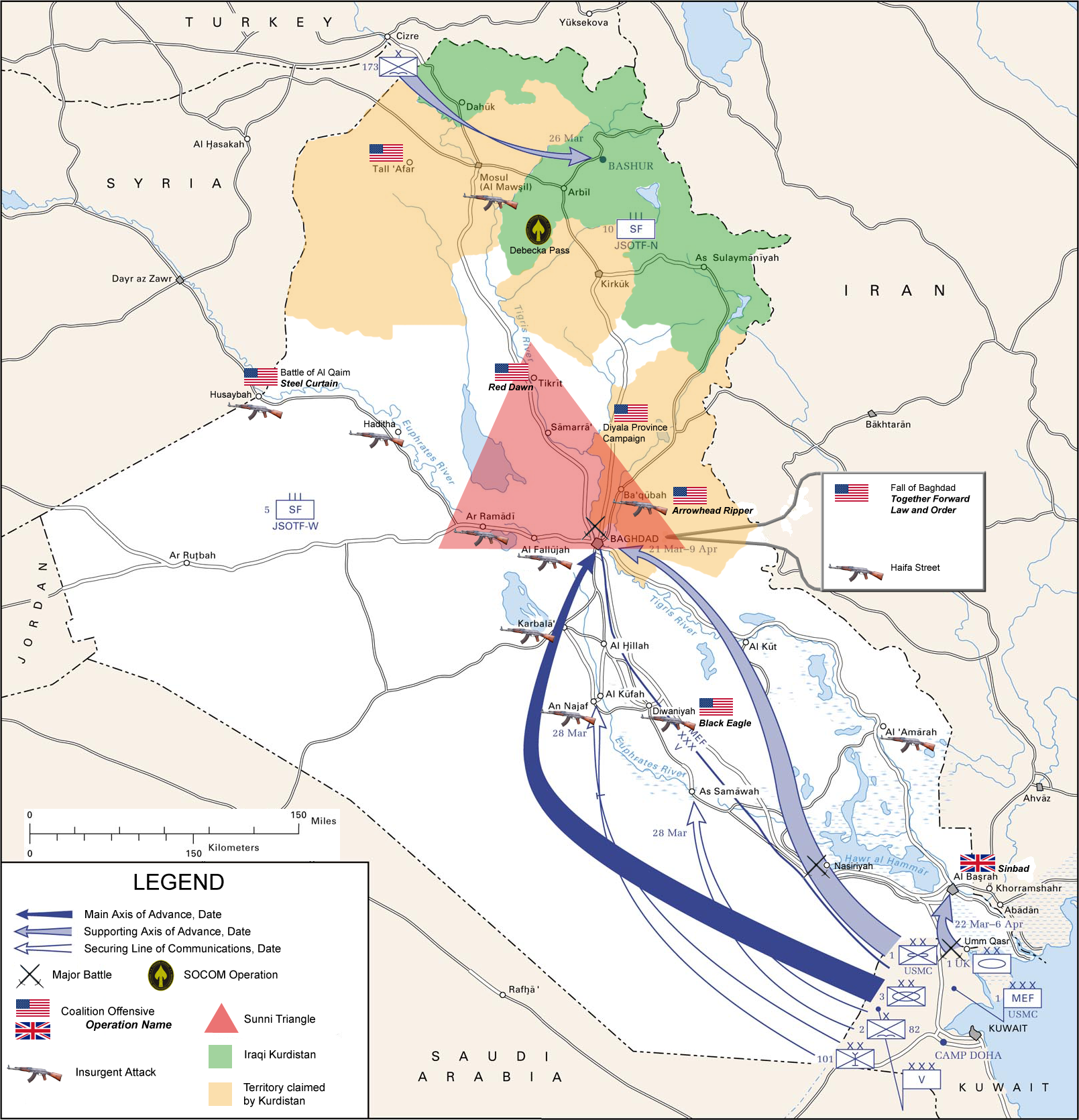
Os movimentos e avanços das forças aliadas durante a invasão

Desde o fim da Guerra do Golfo em 1991, os Estados Unidos e o Reino Unido lançavam esporádicos pequenos ataques mirando as defesas antiaéreas de Saddam para impor as zonas de exclusão aéreas. Estas zonas, e os bombardeios aéreos feitos para implementá-la, foram descritas pelo ex secretário geral da ONU, Boutros Boutros-Ghali, e pelo então ministro de relações exteriores da França, Hubert Vedrine, como ilegais. Outros países, como a Rússia e a China, também condenaram as zonas como uma violação da soberania do Iraque. Em meados de 2002, os americanos começaram a bombardear de forma mais seletiva o sul, mirando alvos importantes na estrutura de comando do exército iraquiano.
A quantidade de bombas e mísseis jogados no Iraque pela Coalizão entre 2001 e 2002 foi menor que no período entre 1999 e 2000 (os dois últimos anos da administração Clinton). Essa informação foi usado por apoiadores do governo Bush para contradizer os que dizem que o seu governo pretendia invadir o Iraque antes mesmo deles tomarem posse. Contudo, informações sugerem que aviões britânicos lançaram o dobro de bombas sobre o Iraque na segunda metade de 2002 do que eles tinham feito durante todo o ano de 2001. O governo dos dois países negaram que bombardeios feitos antes da invasão tinham como objetivo 'pavimentar o caminho' para a ofensiva.

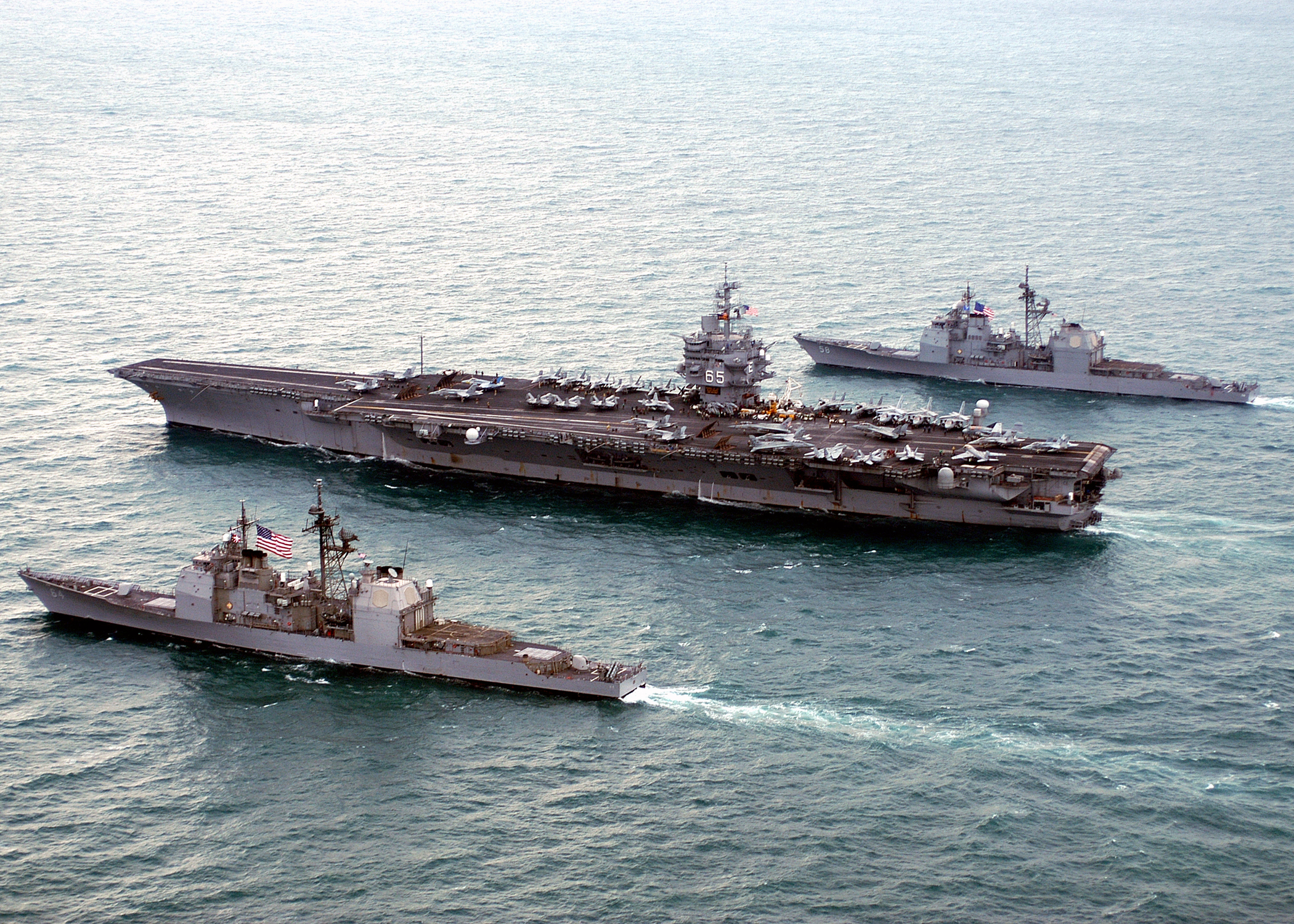
O porta-aviões USS Enterprise (CVN-65), acompanhado pelos navios de guerra USS Philippine Sea (CG-58) e USS Gettysburg (CG-64), em operação no Golfo Pérsico

A 5 de setembro de 2002, ataques feitos por mais de 100 aviões atingiram um dos principais postos de defesa do Iraque, no oeste do país. O bombardeio, segundo a revista New Statesman, teria como objetivo limpar o caminho para as unidades Aliadas que viriam pela Jordânia e não proteger a população xiita da região (que deveria ser o propósito da zona de exclusão aérea).
O general Tommy Franks, que comandou a invasão do Iraque, admitiu que os bombardeios feitos dois anos antes da guerra tinham o objetivo de enfraquecer as defesas iraquianas. Essas "atividades acentuadas", nas palavras do secretário de defesa britânico Geoff Hoon, eram feitas para 'colocar pressão em cima do regime iraquiano' ou, como o The Times reportou, tentar "provocar Saddam Hussein a retaliar e provocar uma guerra".
Uma outra tentativa de provocar uma resposta iraquiana que pudesse levar a guerra foi revelada em um memorando que relata uma conversa entre George W. Bush e Tony Blair em 31 de janeiro de 2003, onde Bush supostamente teria dito ao premier britânico que os Estados Unidos estavam pensando em pintar um dos seus aviões U2 com as cores da ONU. Se Saddam disparasse contra a aeronave, isso daria uma justificativa para o conflito.
A 17 de março de 2003, o presidente americano, George W. Bush, foi ao ar na televisão e deu um ultimato a Saddam, exigindo que ele e seus dois filhos (Uday e Qusay) partissem do Iraque nas próximas 48 horas seguintes ou haveria guerra.

### As primeiras bombas
Inicialmente, para as primeiras horas do dia 19 de março de 2003, os Estados Unidos planejavam realizar uma série de ataques aéreos decisivos para tentar incapacitar a liderança do regime baathista, mirando cerca de cinquenta e cinco oficiais de alta patente do governo iraquiano. Este plano, contudo, foi abandonado no último minuto, por interferência da Casa Branca, quando o governo americano recebeu informações da inteligência que Saddam Hussein estaria visitando seus dois filhos, Uday e Qusay, nas fazendas Dora, nas cercanias de Bagdá. Precisamente às 05h30 UTC, duas aeronaves F-117 Nighthawk da força aérea dos Estados Unidos lançaram quatro bombas GBU-27 de 900 kg no complexo. Para complementar o bombardeio na área, foram disparados 40 mísseis BGM-109 Tomahawk de pelo menos quatro navios, incluindo o USS Cowpens (CG-63) (um cruzador da classe Ticonderoga), que foi creditado com o primeiro ataque, o contratorpedeiro USS Donald Cook (da classe Arleigh Burke) e dois submarinos também se uniram ao primeiro dia de ataques. Os mísseis foram disparados a partir do Mar Vermelho e do Golfo Pérsico.
Das quatro bombas lançadas pelos F-117, uma errou o complexo completamente e as outras três também não atingiram seus alvos, caindo do outro lado dos muros do palácio. Logo depois, foi descoberto que Saddam Hussein não estava presente no local, assim como nenhum outro cabeça do regime. O ataque causou a morte de um civil e feriou outros quatorze, incluindo nove mulheres e uma criança. Investigações posteriores descobririam que Saddam não visitava aquele complexo desde 1995.

### Ataque inicial
Em 20 de março de 2003, precisamente as 02h30 UTC ou cerca de 90 minutos perto do fim do prazo de 48 horas que Bush deu para que Saddam deixasse o Iraque, as primeiras explosões eram ouvidas em Bagdá. Membros das forças especiais americanas e da CIA já estavam em solo iraquiano. Um dos seus objetivos era direcionar alguns dos ataques aéreos. Os bombardeios atingiram principalmente os palácios de Hussein e os centros de comando e controle. As 03h15 UTC, o presidente George W. Bush autorizou que as aeronaves da Coalizão atacassem "alvos de oportunidade" no Iraque, bombardeando alvos de importância militar nos principais centros urbanos do país.

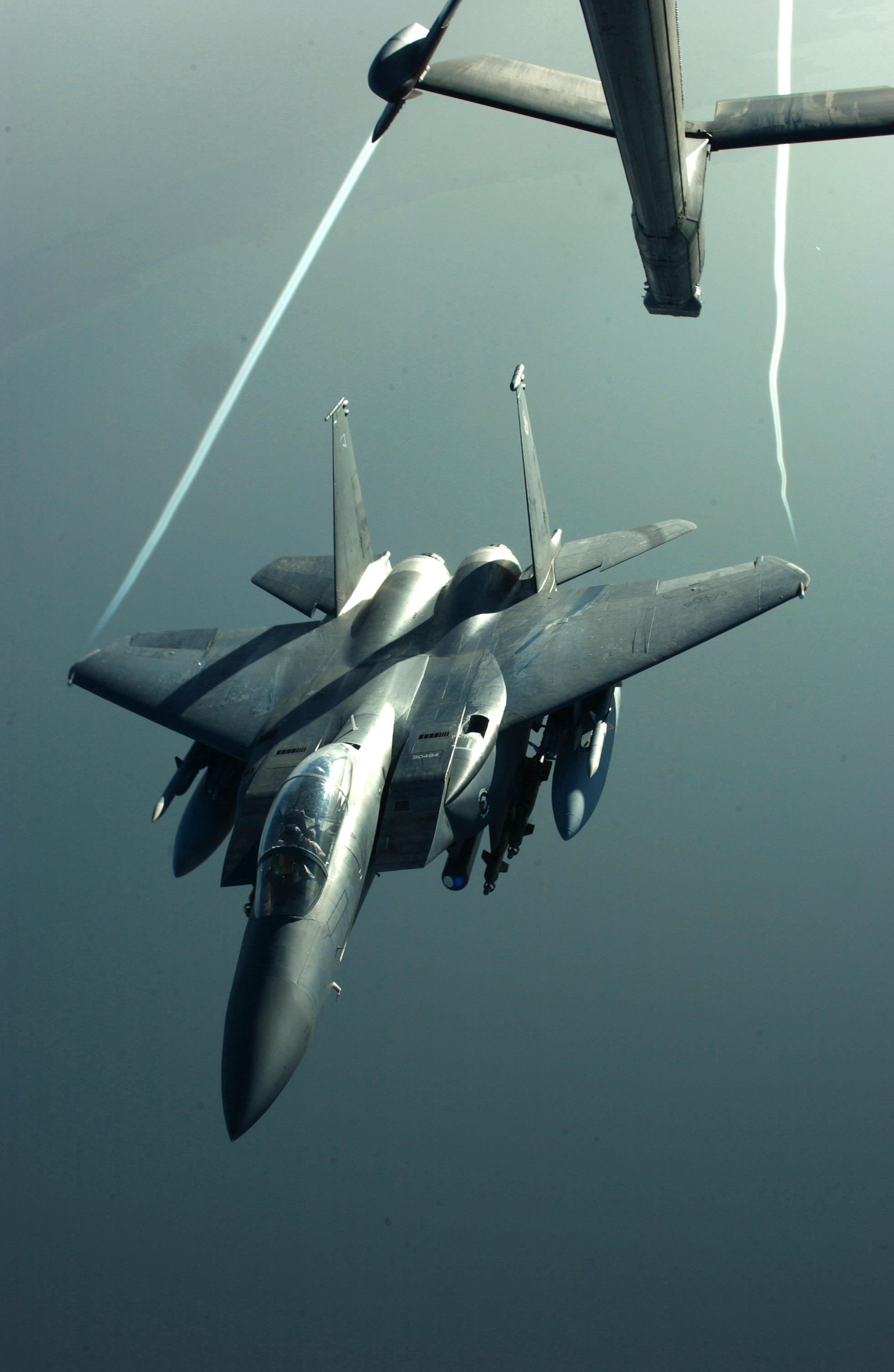
Um caça F-15E americano sendo reabastecido por um KC-10 durante a Operação Liberdade do Iraque

Antes da invasão terrestre começar, imaginava-se que a campanha aérea tomaria tempo, assim como havia acontecido na primeira guerra do golfo de 1991 e na invasão do Afeganistão em 2001. Porém foram pouquíssimos dias de bombardeio aéreo sozinho, com a infantaria anglo-americana avançando rápido, com o objetivo de sobrepujar o inimigo no menor prazo possível, querendo derrubar Saddam e encerrar a guerra o mais rápido possível. A tática de surpreender o inimigo com maciço poderio aéreo e imponente força terrestre ficou conhecido como Shock and Awe ("Choque e Pavor"). As unidades militares americanas e britânicas focaram-se em regiões estratégicas e cidades chave, não perdendo tempo em lutar contra tropas iraquianas alocadas em áreas sem importância. Com a superioridade de mobilidade e coordenação das forças aliadas, esperava-se que a vitória viesse o mais rápido possível com o mínimo de baixas civis e danos a infraestrutura do país. Também era esperado que, se a liderança política em Bagdá fosse eliminada, as forças armadas iraquianas e o governo iriam entrar em colapso. Outro fator antecipado era de que a maioria da população iraquiana saudaria os invasores como libertadores, uma vez que vissem que o regime estava enfraquecido. Ocupação de cidades e ataques a unidades militares nas periferias do país era visto como desnecessário.
A decisão da Turquia de não permitir que seu território fosse usado como base para uma incursão no norte acabou forçando a Coalizão a mudar parte dos seus planos, que incluía atacar o Iraque pelas duas pontas simultaneamente. Membros das forças especiais da CIA e do exército americano tiveram de usar os territórios controlados pela milícia curda Peshmerga como base para atacar pelo norte. Os curdos iraquianos, que sofreram com a repressão do regime, apoiaram incondicionalmente a Coalizão e até lutaram ao seu lado. No sul, o principal apoio veio do Kuwait e de outras nações do Golfo Pérsico, como a Arábia Saudita.

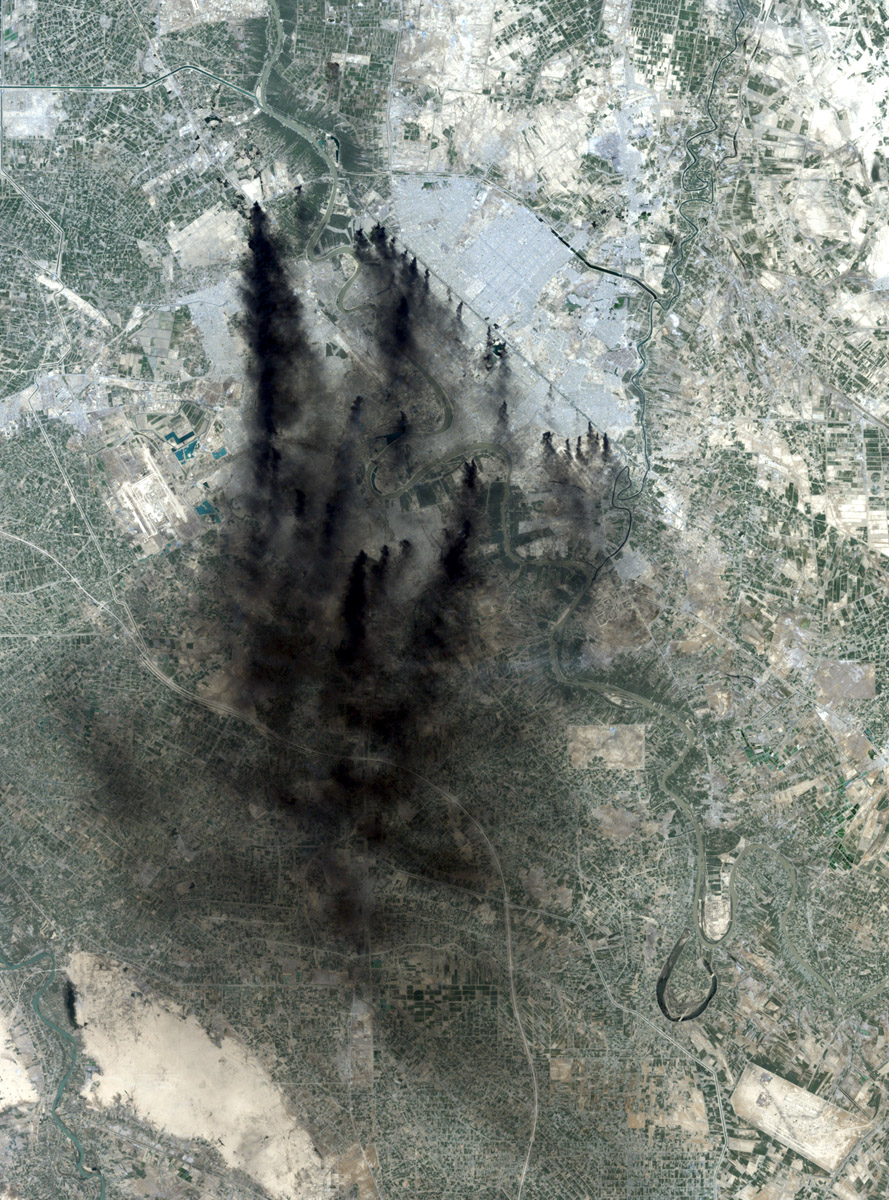
Imagem de Bagdá feita pelo satélite Landsat 7, da NASA. Na fotografia pode se ver as enormes colunas de fumaça se erguendo da cidade. A foto foi tirada a 2 de abril de 2003, durante um dos mais pesados bombardeios aéreos da guerra

A invasão terrestre foi rápida, levando ao colapso do governo e das forças armadas iraquianas em apenas três semanas. Uma das prioridades era tomar as principais refinarias de petróleo do Iraque e garantir que elas sofressem poucos danos. Durante a guerra do golfo, enquanto recuavam do Kuwait, o exército iraquiano incendiou vários poços petrolíferos da região, como retaliação e para distrair as forças aliadas. Antes da guerra de 2003, os militares iraquianos minaram mais de 400 campos de petróleo ao redor de Baçorá e colocou explosivos nos campos da península de Al-Faw. A Coalizão foi cuidadosa ao realizar surtidas aéreas e lançar unidades anfíbias em Al-Faw durante as primeiras horas de 19 de março, para garantir que os campos petrolíferos da região não fossem danificados. Navios de guerra americanos, britânicos, poloneses e australianos apoiaram a operação.
Soldados de brigadas especiais dos fuzileiros navais britânicos e americanos, apoiados pela unidade de elite polonesa (a JW GROM), atacaram os importantes portos de Umm Qasr. A batalha foi feroz, com as tropas iraquianas oferecendo forte resistência. Cerca de 14 militares da Coalizão e pelo menos 30 a 40 soldados iraquianos foram mortos. Outros 450 combatentes iraquianos foram feitos prisioneiros. Já a 16ª Brigada aerotransportada do exército britânico partiu para os campos petrolíferos do sul, especialmente perto de Rumaila, apoiada por outras tropas aliadas, para garantir a integridade dos poços de petróleo da região e dos portos também. Apesar do rápido avanço das forças terrestres da Coalizão, pelo menos 44 refinarias foram destruídas ou parcialmente incendiadas pelos iraquianos. Contudo, os focos de incêndio foram rapidamente controlados e vários poços foram salvos.
Mantendo o plano de avançar de forma rápida e avassaladora, a 3ª Divisão de Infantaria americana moveu-se para a região norte e para o oeste do deserto iraquiano, próximo a Bagdá, enquanto a 1ª Grupo Expedicionário do Corpo de Fuzileiros avançava pela Autoestrada 1, no centro do país. Nesse meio tempo, a 1ª Divisão Blindada inglesa avançava pelo leste.
Durante a primeira semana de invasão, as forças iraquianas dispararam alguns Scuds contra os Aliados, sendo que um desses mísseis tentou acertar a base americana no Campo Doha, Kuwait. O míssil, contudo, foi interceptado por uma bateria de mísseis MIM-104 Patriot que protegia o complexo. Subsequentemente, duas aeronaves A-10 Warthogs bombardearam as bases de lançamento dos Scuds, removendo esta ameaça.

#### Batalha de Nassíria
Inicialmente, a 1ª Divisão de Fuzileiros americanos avançou pelos campos petrolíferos de Rumaila e  partiu para a região de Nassíria. Esta cidade, de maioria xiita, tinha grande importância estratégica devido as estradas que cruzam o município e ficava perto da base aérea de Talil. Também estava situado perto de algumas pontes estratégicas sobre o rio Eufrates. A cidade era defendida por unidades militares regulares do Iraque e por milícias sunitas baathistas (os Fedayeens). A 3ª Divisão de Infantaria do exército dos Estados Unidos derrotou as tropas do regime entrincheiradas ao redor de Nassíria e no aeroporto local, ignorando o oeste da cidade.

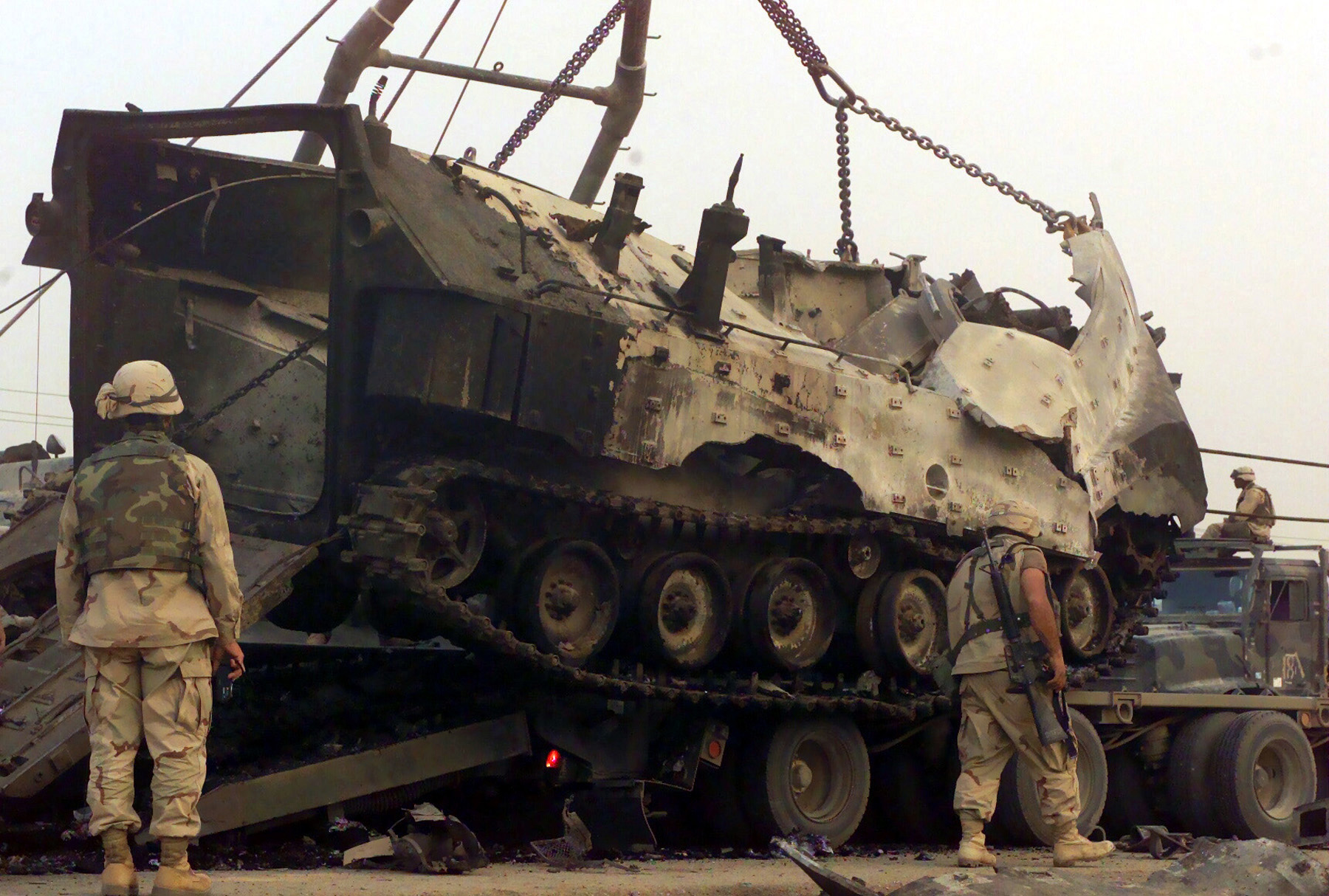
Um blindado americano danificado durante a batalha pela cidade de Nassíria

A 23 de março, um comboio da 3ª Divisão de Infantaria americana, incluindo duas soldados mulheres (Jessica Lynch e Lori Piestewa), foi emboscado quando eles pegaram o caminho errado. Cerca de 11 soldados americanos foram mortos e sete outros, incluindo Lynch e Piestewa, foram capturados. Piestewa acabou morrendo devido a ferimentos sofridos durante a batalha, enquanto os outros prisioneiros foram mais tarde libertos em uma missão de resgate. No mesmo dia, fuzileiros americanos reentraram em Nassíria e enfrentaram forte resistência de milicianos locais e se moveram rápido para capturar duas importantes pontes da cidade. Alguns combatentes americanos foram mortos em combate com os Fedayeens na luta urbana. No chamado Canal Saddam, pelo menos 18 fuzileiros foram mortos em combate com soldados iraquianos. Um caça A-10 se envolveu em caso de fogo amigo que resultou na morte de mais seis marines quando o seu veículo acabou sendo atingido. Ainda perto de Nassíria, tiros de bazucas e armas pequenas infligiram mais baixas entre as tropas da coalizão. Em um caso específico, um fuzileiro foi morto por fogo inimigo enquanto outros dois morriam afogados no Canal Saddam. Depois de muita luta, as pontes foram tomadas e a 2ª Divisão de Fuzileiros firmaram suas posições no perímetro.
No anoitecer do dia 24 de março, um batalhão do 1ª Regimento de Fuzileiros americanos continuou avançando por áreas hostis de Nassíria, para estabelecer suas posições no norte da cidade. Os iraquianos enviaram reforços na madrugada seguinte e lançaram vários contra-ataques. Os marines conseguiram repelir tais ataques, com apoio de artilharia e helicópteros de combate (como o AH-64 Apache). No anoitecer do dia seguinte, as forças de Saddam já estavam em retirada. Foi estimado que entre 200 e 300 iraquianos foram mortos nesses contra-ataques, sem que os Estados Unidos tivessem uma única perda. Por fim, Nassíria foi declarada segura, mas os Fedayeens continuaram atacando. Estes embates eram lançados sem coordenação, terminando em intensos tiroteios mas com pouco resultado, enquanto vários milicianos morriam. Devido a importância estratégica da cidade, os americanos moveram-se rápido para garantir que os arredores de Nassíria também fossem tomados. Houve muita luta na região, mas os aliados se saíram vitoriosos, infligindo grandes perdas ao inimigo.

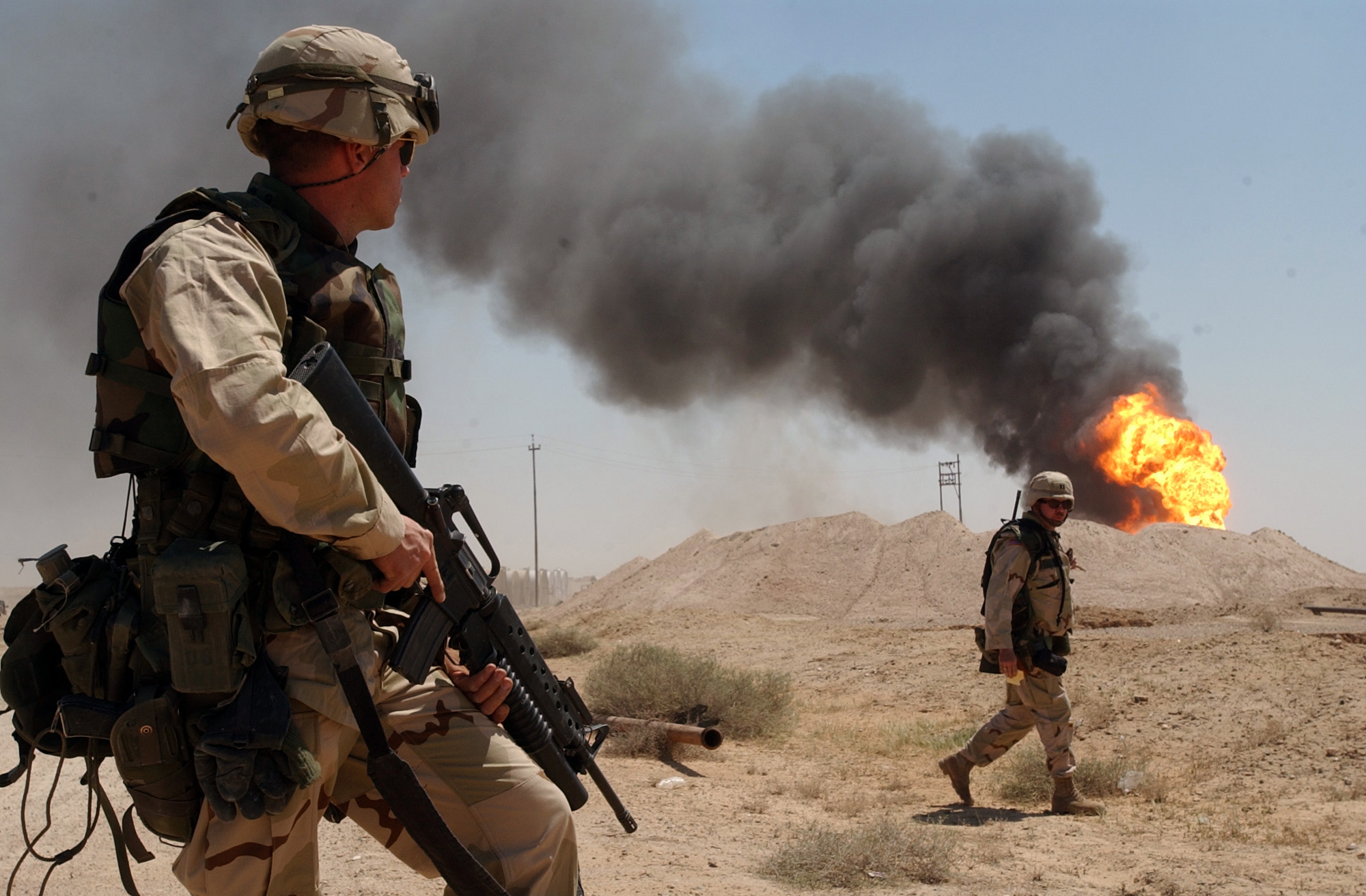
Um soldado americano perto de um campo de petróleo pegando fogo, em Rumaila, a 2 de abril de 2003

Com a cidade de Nassíria tomada e o aeroporto de Talil também conquistado, as forças da Coalizão ganharam um importante centro logístico no sul do Iraque. Tropas adicionais e suprimentos passaram por lá enquanto avançavam rumo ao norte. A 101ª Divisão Aerotransportada americana foi uma das primeiras a lançar ataques em larga escala em direção a Bagdá, apoiados pela 3ª Divisão de Infantaria e pelos fuzileiros.
A 28 de março, uma tempestade de areia atrasou o avanço das forças da Coalizão e a 3ª Divisão de Infantaria do exército americano teve que parar seu avanço para o norte, se estacionando entre as cidades de Najafe e Carbala. Chuva forte após essa tempestade acabou por dificultar o transito nas estradas e atrasou ainda mais o avanço das tropas aliadas rumo ao norte. Por três dias, helicópteros de ataque tiveram de pausar suas missões. Nesse meio tempo, houve pesados combates na cidade de Kufl e demorou um pouco para a Coalizão controlar essa região.

#### Batalha de Najafe
Outra grande batalha da guerra aconteceu em Najafe, em 24 de março, onde paraquedistas e blindados americanos, apoiado por unidades aéreas britânicas, travaram uma intensa luta contra forças regulares e paramilitares iraquianos, além da própria Guarda Republicana (a elite do exército de Saddam). A batalha começou quando helicópteros AH-64 Apache americanos partiram para atacar blindados iraquianos perto desta cidade. Houve muito fogo de armas antiaéreas, fuzis e RPGs, danificando várias aeronaves e abatendo pelo menos uma. Os ataques aéreos foram mais bem sucedidos em 26 de março, com os helicópteros e caças F/A-18 Hornet recebendo apoio da artilharia de longa distância. Não houve perdas dessa vez para a Coalizão.
A infantaria americana então avançou e, após violentos combates, eles conseguiram expulsar os soldados iraquianos e os milicianos fedayeen dos arredores de uma ponte vital em Najafe. As forças de Saddam contra-atacaram com ímpeto no dia seguinte, mas não conseguiram reaver suas posições. Depois de 36 horas de luta quase que contínua, a ponte foi finalmente declarada segura e as tropas iraquianas debandaram, isolando assim Najafe do norte.

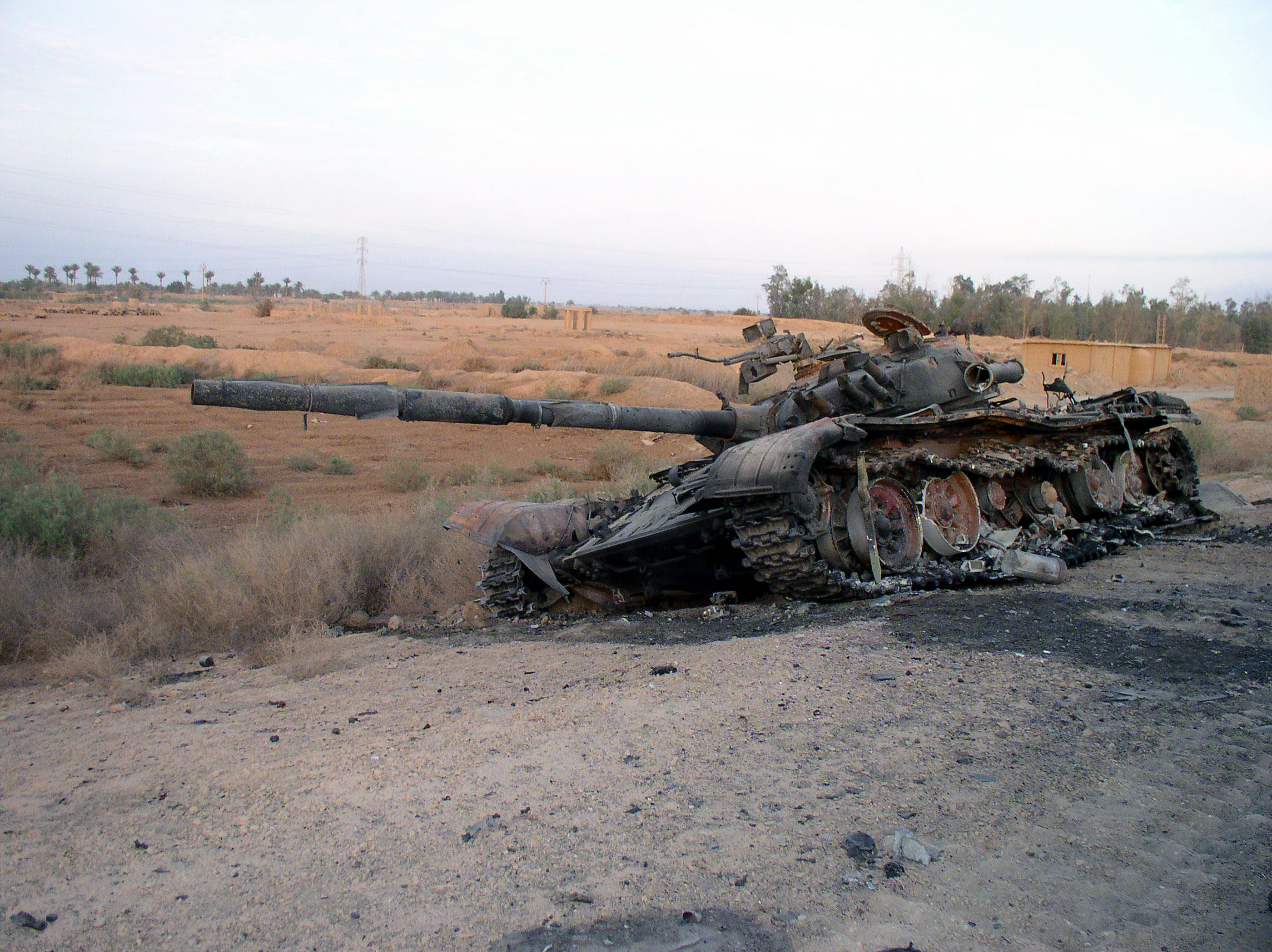
Um tanque T-72 iraquiano destruído em combate contra as forças da Coalizão

No dia 29 de março, a 101ª Divisão Aerotransportada americana, apoiados por uma divisão de blindados, atacou as forças iraquianas no sul de Najafe, perto da Mesquita de Imam Ali, capturando também o aeroporto da cidade. Quatro americanos morreram ali perto na explosão de um homem-bomba. A 31 de março, 101ª Divisão enviou patrulhas a áreas ainda hostis de Najafe. Então o 70º Regimento de blindados atacou a região central do município e, após pesados combates, tomaram a cidade por completo em 4 de abril. As forças iraquianas remanescente ou se renderam ou fugiram.

#### Batalha de Baçorá
A cidade portuária iraquiana de Umm Qasr foi o primeiro grande obstáculo para os britânicos. Uma força anglo-americana, apoiada pelos poloneses, avançaram para lá mas enfrentaram feroz resistência no caminho e levou vários dias para chegarem no perímetro. Mais ao norte, a 7ª Brigada de Blindados inglesa ("Os Ratos do Deserto"), prosseguiam um implacável avanço em direção a cidade de Baçorá (o ponto estratégico mais importante do sul do Iraque). A 6 de abril, os britânicos travaram ferozes lutas contra soldados e milicianos leais a Saddam avançando em direção ao centro da cidade em áreas urbanas de difícil acesso. A luta por Baçorá durou quase três semanas e teve o maior combate entre blindados na história do Reino Unido desde a Segunda Guerra mundial. Só no dia 27 de março, quatorze tanques de guerra iraquianos foram destruídos pelos veículos britânicos.
Então, elementos da 1ª Divisão Blindada britânica avançaram rumo ao norte para apoiar os americanos em Al Amarah a 9 de abril. Enquanto as forças iraquianas recuavam e abandonavam suas posições, as cidades evacuadas ficavam desprotegidas e casas, lojas e outros estabelecimentos foram saqueados por cidadãos locais. Falta de mantimentos e luz elétrica também era comum. As forças aliadas tentaram então suprir as demandas de segurança, mas não foram tão bem sucedidas no longo prazo. A tomada de Umm Qasr, que aconteceu no fim de março, garantiu uma rota de suprimentos vitais para as tropas aliadas que combatiam no norte. Os portos desta cidade também permitiu a chegada de ajuda humanitária.
Pelo menos onze militares britânicos foram mortos nestes combates. Entre 395 e 515 soldados e milicianos iraquianos foram mortos também.
Após os avanços iniciais rápidos, as forças da Coalizão se depararam com a importante e bem defendida cidade de Carbala. Lá, os americanos enfrentaram feroz resistência de soldados e paramilitares de Saddam, que defendiam esta vital região próxima as margens do Eufrates. Esta cidade era importante, não só pela sua localização, mas também pelas estradas que a cortavam, que faziam com que suprimentos pudessem escoar para o norte com mais facilidade. Eventualmente, três divisões do exército dos Estados Unidos tiveram que partir para tentar tomar Carbala e Najafe (que caiu antes), para evitar que os iraquianos usassem a região para contra-atacar e tentar interromper o avanço aliado em direção a Bagdá.

### Batalha de Carbala

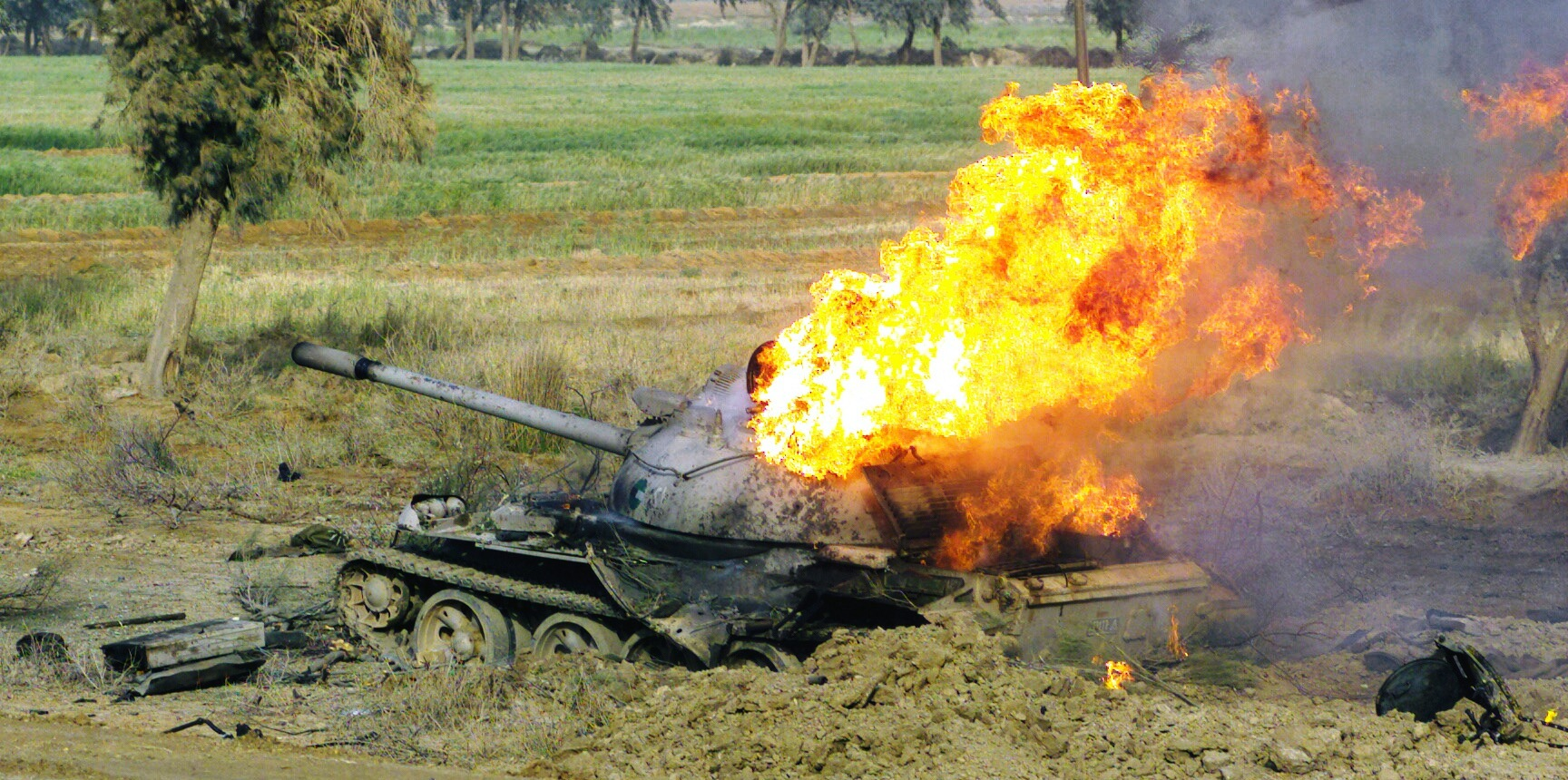
Um blindado Type 69 do Iraque destruído pela aviação militar americana

A cidade de Carbala fica a leste do Eufrates e a oeste do lago Razaza. Os iraquianos sabiam que esta região era muito importante taticamente, pois continha as principais rotas em direção a Bagdá. Então, para proteger a área, foram enviadas algumas das melhores unidades da Guarda Republicana Iraquiana (a tropa de elite de Saddam). Duas de suas divisões estavam na principal abertura de Carbala. Quando as forças da Coalizão chegaram eles lutaram bravamente mas sofreram pesadas baixas, sem infligir muitos danos aos aliados.
A Coalizão havia conduzido operações no norte do Iraque tentando confundir as forças de Saddam. As tropas do regime engoliram o engodo e pensaram que o ataque principal a capital iraquiana viria pelo norte, na fronteira com a Turquia. Seguindo ordens expressas do presidente iraquiano, Qusay Hussein (herdeiro de Saddam e comandante da Guarda Republicana) realocou várias unidades militares que estavam no sul para ir lutar no norte, achando que o avanço aliado ao sul era apenas uma distração. O comandante das tropas iraquianas na região central, o tenente-general Raad al-Hamdani, protestou contra essa ordem, afirmando que defender Carbala era vital para proteger Bagdá e pediu por reforços para que ele tentasse segurar a linha. Ele argumentou que, se Carbala caísse, os americanos chegariam na capital em menos de 48 horas. O Quartel-general de Saddam, contudo, se recusou a ouvir e negou seu pedido de ajuda. As tropas dos Estados Unidos avançaram pela brecha nas linhas iraquianas e chegaram as margens do rio Eufrates, esmagando qualquer resistência no caminho e logo em seguida tomando a cidade de Moçaibe. Lá, os estadunidenses cruzaram o Eufrates em vários barcos e tomaram a importante ponte de Alcaida, expulsando as unidades inimigas da região.
Uma brigada mecanizada da Divisão Medina e outra da Divisão Nabucodonosor, duas das unidades de elite do exército do Iraque, apoiadas por artilharia, lançaram uma grande contraofensiva noturna em Moçaibe, no começo de abril, para tentar quebrar as linhas da Coalizão e reaver Carbala no processo. O ataque foi repelido pelos tanques americanos, com apoio da artilharia e de foguetes, com as tropas iraquianas sofrendo pesadas baixas. Na manhã seguinte, aviões e helicópteros aliados abriram fogo pesado contra as unidades remanescentes da Guarda Republicana iraquiana, destroçando o que sobrou de suas forças na região. A infraestrutura e as linhas de comunicação do exército iraquiano no local também foram estraçalhadas. Sem condições de enfrentar o poder de fogo avassalador da Coalizão, o que sobrou das tropas de Saddam debandou em desordem. Com a conquista de Carbala e das áreas vizinhas, o caminho para Bagdá estava completamente aberto.

### Operações especiais

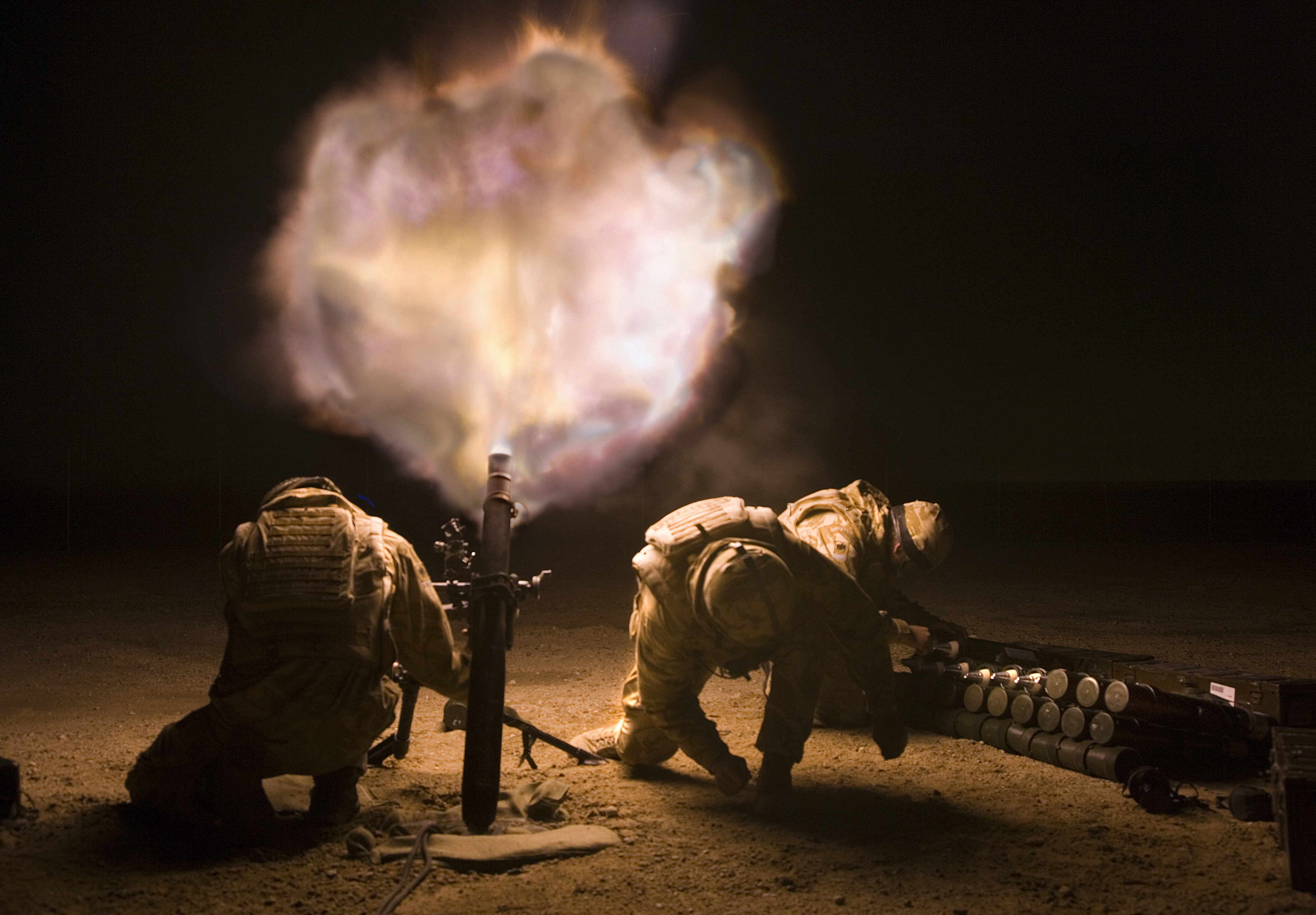
Militares britânicos no Iraque

As forças especiais aliadas cumpriram um papel fundamental em diversos aspectos da invasão. O 2º batalhão das forças especiais do Exército americano, compostos pelos famosos "Boinas Verdes" (Green Berets) conduziram missões de reconhecimento em Baçorá, Carbala e em várias outras regiões, especialmente no norte e no oeste.
No norte, o 10º Grupo de Operações Especiais e paramilitares da CIA (membros da 'Divisão Especial') receberam a missão de ajudar as forças curdas, como a União Patriótica do Curdistão e o Partido Democrático do Curdistão, que eram os de facto governantes do Curdistão Iraquiano desde 1991, e auxiliaram a Coalizão na luta pelas cidades nortenhas, como Quircuque e Mossul. Como a Turquia havia proibido o uso de seu território pelas forças Aliadas, os grupos especiais americanos tiveram de usar rotas alternativas ou, primordialmente, jogaram-se de paraquedas em pontos estratégicos. Um dos primeiros objetivos dos batalhões de operações especiais americanos era eliminar a base do grupo terrorista Ansar al-Islam do território curdo, acreditando que estes tinham uma conexão com a al-Qaeda. Posteriormente, posições do exército iraquiana também foram atacadas, com o propósito de impedir que elas fossem combater no sul, onde o grosso da ofensiva estava acontecendo.

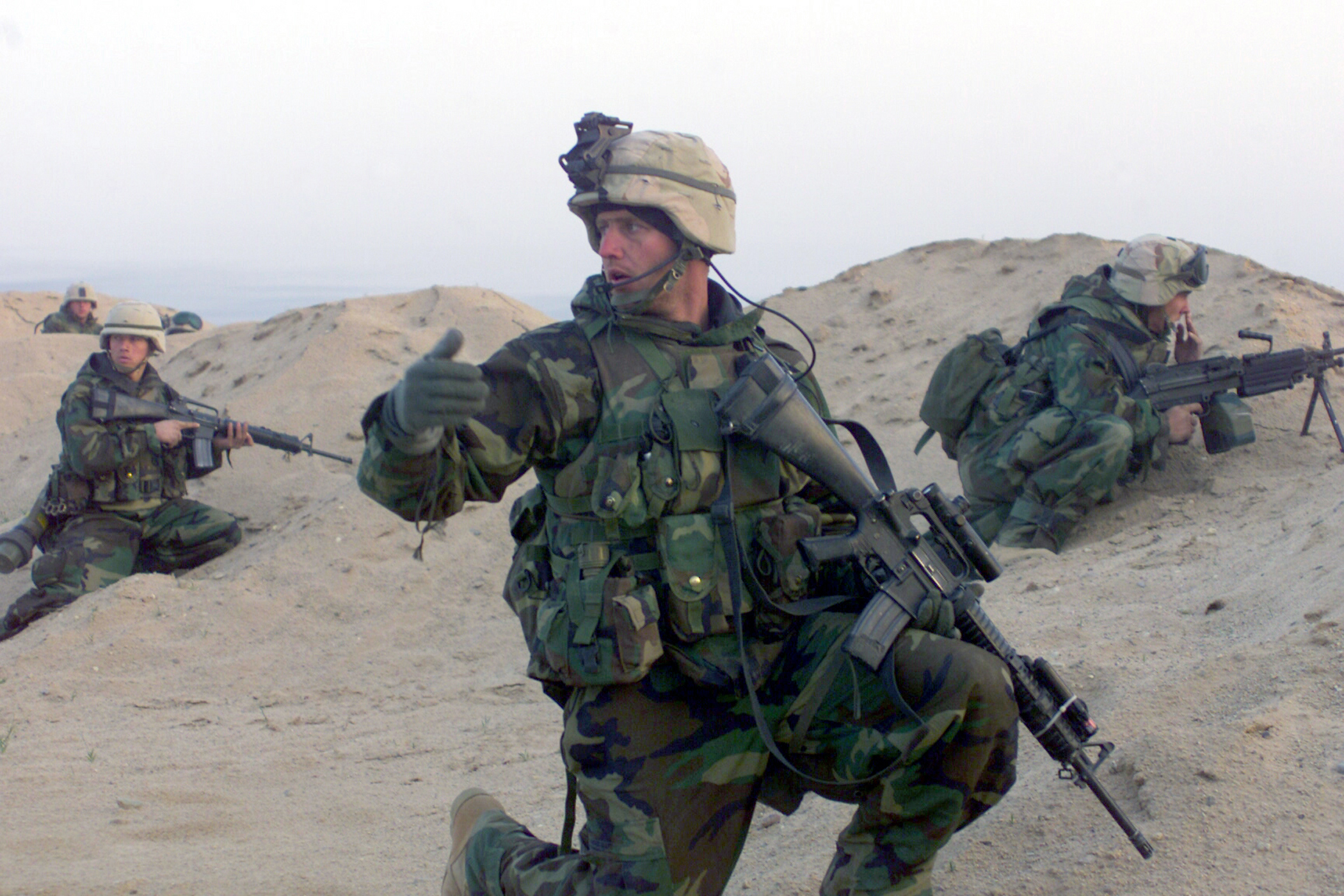
Fuzileiros americanos durante uma missão de combate no Iraque, em março de 2003

A 26 de março de 2003, a 173ª Brigada Paraquedista americana reforçou as tropas da Coalizão no norte do Iraque, lançando-se perto do campo aéreo de Baxur, que era controlado pelas forças especiais estadunidenses e pelas tropas curdas da Peshmerga. Em 10 de abril, Quircuque caiu em mãos aliadas, cortando assim as linhas de comunicação e transporte iraquianas, isolando o norte do sul.
O sucesso da ocupação de Quircuque aconteceu após duas semanas de batalha, onde os curdos e americanos derrotaram as forças de Saddam na região. Logo em seguida, a Coalizão derrotou os iraquianos na batalha de Kani Domlan. A 173ª Brigada eventualmente assumiu a responsabilidade de defender Quircuque e seguiu lutando contra a insurgência até o fim do ano, quando foi realocada para outro lugar.
Outras batalhas foram travadas no norte pelas forças especiais do exército e do corpo de fuzileiros americanos. Uma das bases de operações da Coalizão na região era a cidade curda de Erbil. Outra base foi montada após os marines conquistarem Mossul.
Após conquistar a cidade de Sargat, as forças especiais do exército americano e da CIA, apoiados por guerrilheiros curdos, avançaram em direção a Ticrite, importante município perto de Bagdá e terra natal de Saddam. Um batalhão de infantaria iraquiano protegia a área mas foram derrotados facilmente. Ticrite caiu logo em seguida, assim como outras cidades vizinhas. A Guerra do Iraque foi onde as forças especiais americanas viram mais ação desde o conflito no Vietnã, nas décadas de 60 e 70.

### A queda de Bagdá (Abril de 2003)

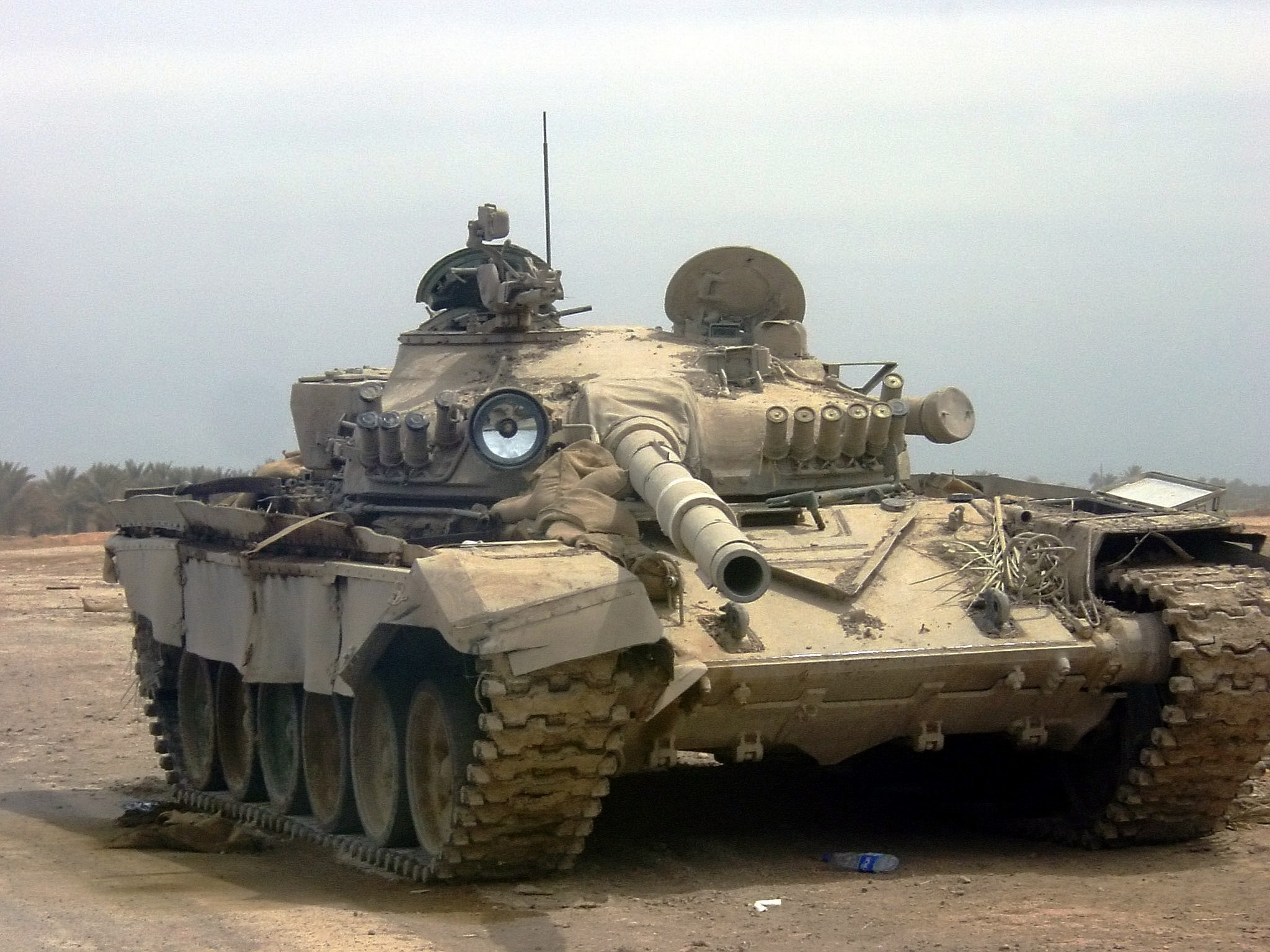
Um tanque T-72 Asad Babil iraquiano abandonado em uma estrada perto de Bagdá

Com quase três semanas de invasão, as forças da Coalizão avançaram sobre Bagdá, a capital do Iraque. Os iraquianos dispunham de várias unidades do batalhão de forças especiais, milicianos (os Fedayeen Saddam) e soldados regulares do exército, além de vários grupamentos da Guarda Republicana. Havia também voluntários de outras nações árabes.
A Coalizão inicialmente planejava cercar a cidade e eventualmente ir tomando bairro por bairro, forçando as unidades iraquianas a se agrupar no centro, onde não teriam como fugir dos ataques aéreos e da artilharia. Este plano acabou se tornando desnecessário, já que no lado sul da capital, várias unidades blindadas da Guarda Republicana travaram combate com soldados americanos, que destruíram incontáveis tanques iraquianos. O que sobrou das forças mecanizadas não tinha mais condições de lutar. A periferia da capital acabou se tornando um estacionamento para veículos e outros equipamentos militares iraquianos abandonados pelos defensores em fuga. Em 5 de abril, tropas de infantaria americana, apoiado por blindados leves, avançaram sobre o Aeroporto Internacional de Bagdá, um ponto central da cidade. Eles encontraram feroz resistência, mas acabaram conseguindo sobrepujar os defensores e conquistar o aeroporto.

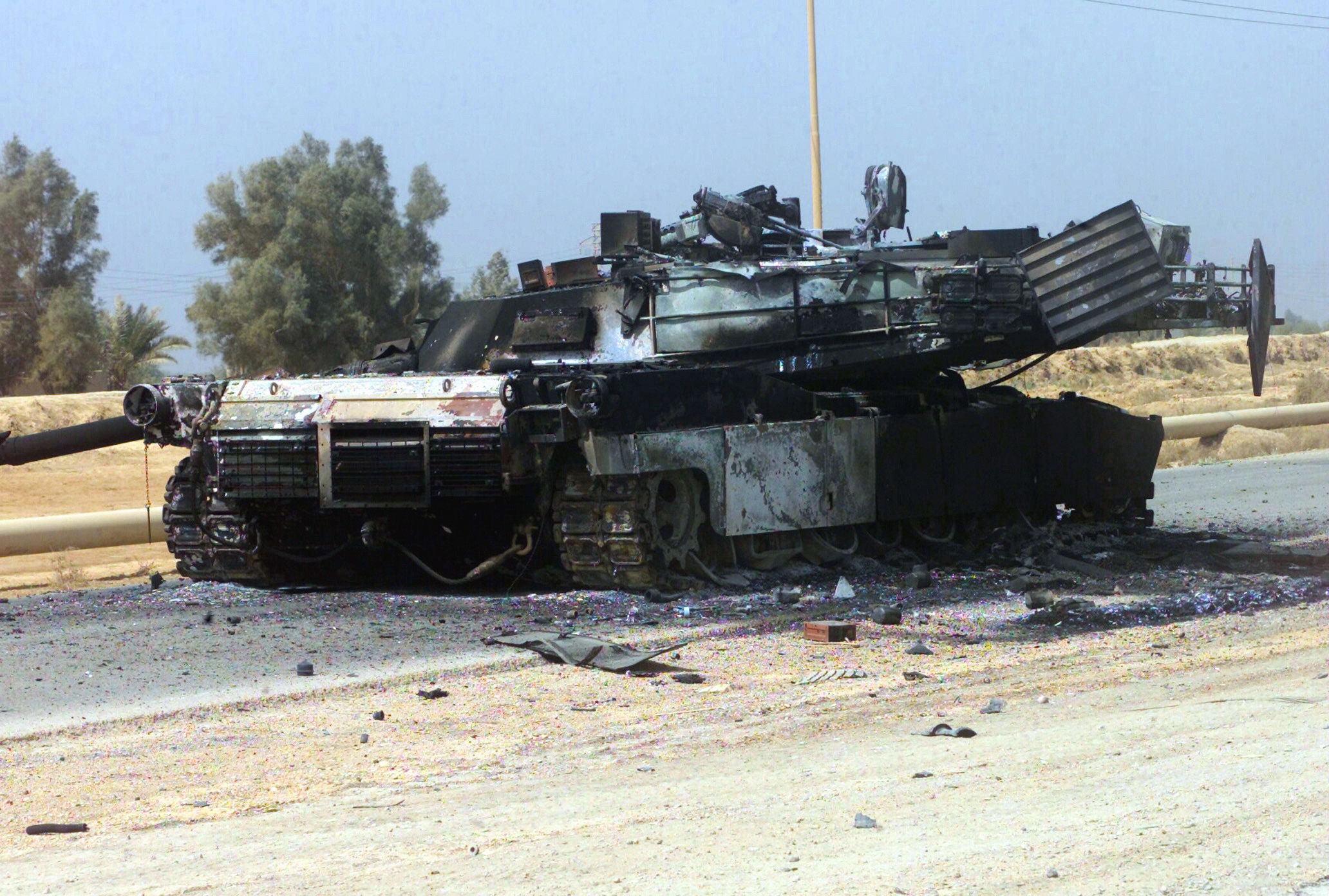
Um blindado americano M1 Abrams destruído nas cercanias da capital iraquiana

A 6 de abril, uma outra divisão de infantaria dos Estados Unidos atacou o centro de Bagdá e ocupou um dos palácios de Saddam Hussein. Enquanto isso, os combates na região se tornaram mais intensos. Fuzileiros navais americanos também enfrentaram resistência e foram recebidos a tiros de artilharia enquanto tentavam cruzar uma ponte no centro. Eles acabaram sendo bem sucedidos. Através de posições defensivas altas, os iraquianos ainda conseguiram infligir algumas baixas nas tropas da Coalizão que ocupavam o aeroporto, mas quando o apoio aéreo aliado foi chamado eles acabaram sendo destroçados. Com o aeroporto e um dos principais palácios de Saddam ocupados, os americanos lançaram um ultimato as forças do regime, exigindo a rendição da cidade, ou sofreriam as consequências de um ataque em larga escala por todos os lados. A luta por Bagdá então caiu de intensidade e boa parte dos oficiais de alta patente do exército, além de cabeças do regime, fugiram. Muitos soldados optaram por se render. A 9 de abril de 2003, a capital iraquiana foi declarada oficialmente segura e nas mãos das tropas da Coalizão. Contudo, combates em pequena escala prosseguiam. A violência se tornou evidente, especialmente na periferia. Enquanto os palácios presidenciais de Saddam eram vasculhados um a um, o ditador acabou não sendo encontrado. Seus filhos e parentes próximos, que praticamente governavam o país com ele, também desapareceram.

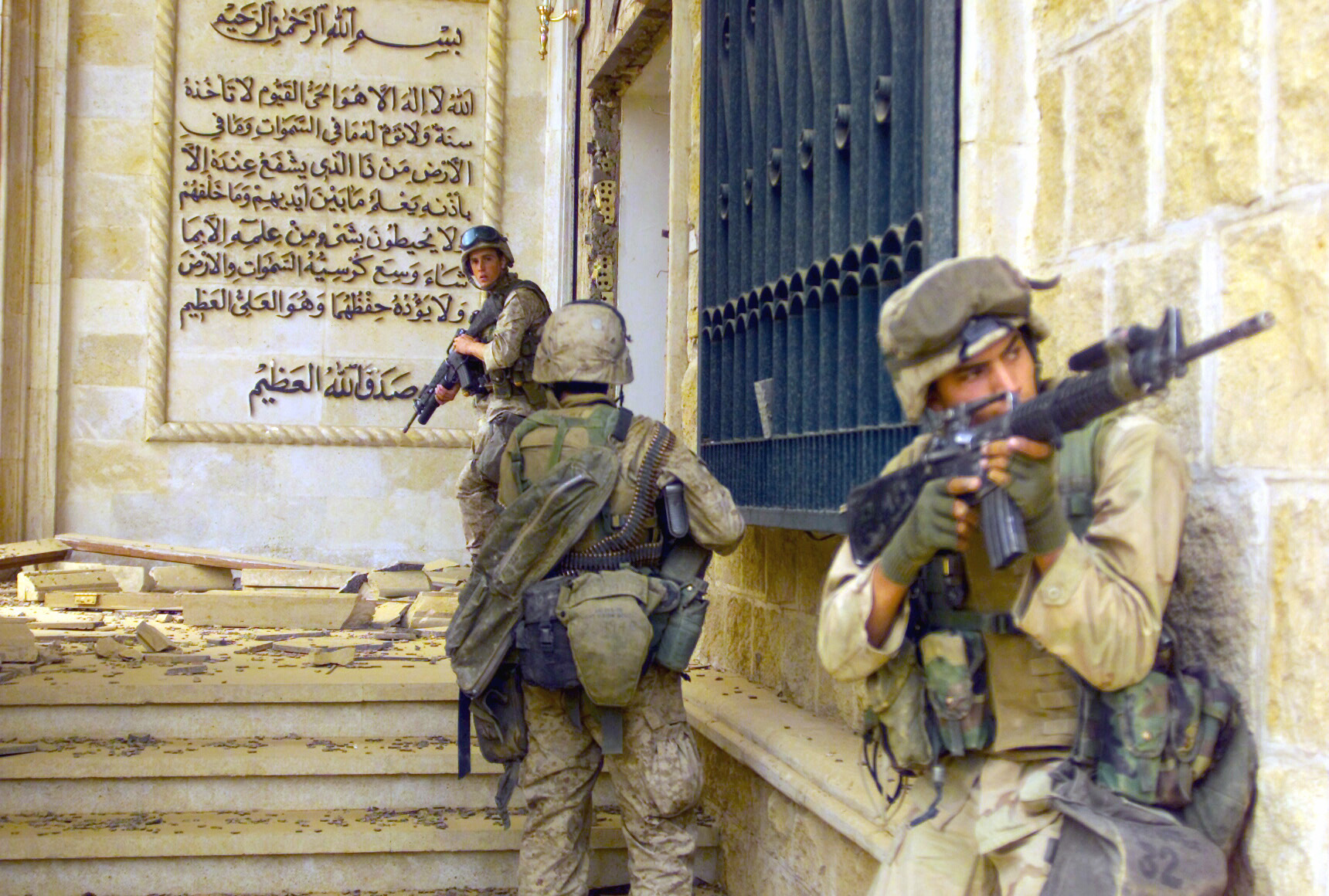
Militares dos Estados Unidos lutando em Bagdá, em abril de 2003

Em 10 de abril, houve um rumor de que Saddam Hussein e alguns ajudantes estariam escondidos no complexo de uma mesquita, no distrito de Al Az'Amiyah, em Bagdá. Três companhias de fuzileiros navais americanos foram enviadas para a área imediatamente e no momento que chegaram foram recebidos com disparos de armas pequenas, fuzis, morteiros e bazucas. Um soldado foi morto e outros 20 ficaram feridos, mas nem Saddam e nem qualquer outra pessoa ligada ao seu regime foi capturada. As forças americanas, apoiadas por disparos de artilharia e por aeronaves de combate, lutaram contra os últimos guerrilheiros e milicianos leais a Hussein que ainda estavam entrincheirados na capital. Um avião aliado teria sido derrubado por fogo antiaéreo. A 12 de abril, o barulho dos tiros cessou. Cerca de 34 soldados americanos morreram na luta pela capital. Pelo menos 2 320 combatentes iraquianos também perderam a vida.

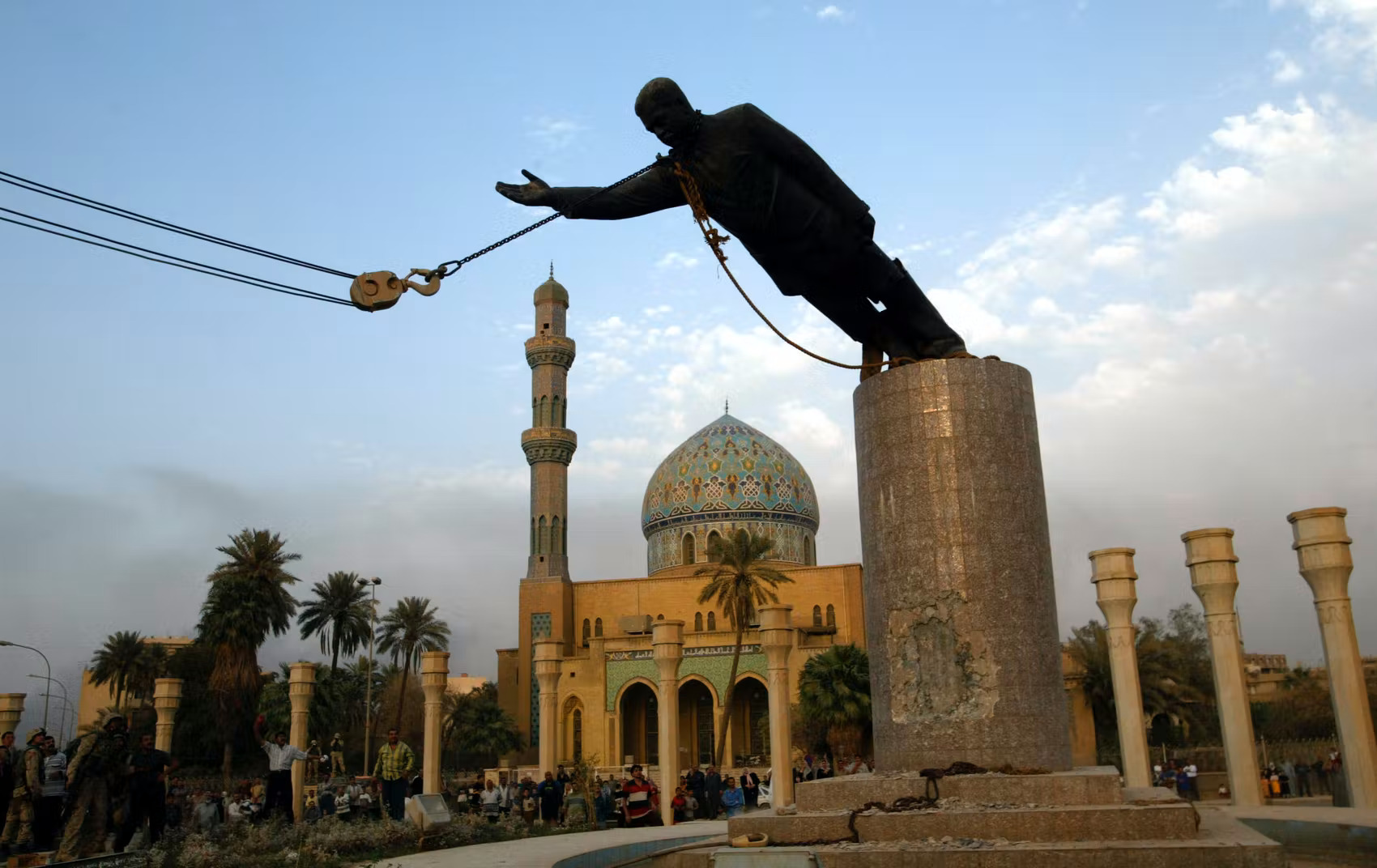
Em uma das imagens mais icônicas do conflito, uma enorme estátua do ditador iraquiano Saddam Hussein é derrubada na praça Firdos, no centro de Bagdá. A estátua foi posta a baixo por civis que habitavam a região, com apoio de militares americanos

Houve muita comemoração entre a população iraquiana após a conquista de Bagdá pela Coalizão e o efetivo colapso do regime. A excitação foi maior entre a população xiita, que fora marginalizada durante as duas décadas do seu governo. Estátuas e retratos do ditador espalhados pela capital foram vandalizados. Em um dos eventos mais icônicos da guerra, uma grande estátua em honra a Saddam Hussein, no centro da cidade (na praça Firdos), foi derrubada. Tal evento foi transmitido ao vivo para o mundo. Em uma de suas colunas, o jornal britânico Daily Mirror: 
"Para um povo oprimido, este ato final no cair do dia, a derrubada deste símbolo do regime, é o momento 'Muro de Berlim'."
O sargento americano Brian Plesich reportou em On Point: The United States Army in Operation Iraqi Freedom:
"Um coronel do corpo de fuzileiros (americano) viu a grande estátua de Saddam como um alvo de oportunidade [para destruir] e decidiu derruba-la. Como nós já estávamos lá, subimos nela com alto falantes e conclamamos o povo iraquiano a vir e ver o que estávamos fazendo...

Enquanto isso, alguém teve a ideia de pegar um bando de crianças iraquianas para pisar em cima dos destroços da estátua que estávamos para derrubar. Quando a estátua finalmente veio abaixo, eles pularam em cima dela".
A queda de Bagdá e o eventual colapso do regime não trouxe uma paz imediata, como era de se esperar. Violência sectária rapidamente se alastrou pelo país. Primeiro pelas partes mais pobres das cidades e depois até os centros urbanos. Tribos e pequenos grupos começaram a se digladiar por controle e por velhas desavenças. As cidades de Al-Kut e Nassíria lançaram ataques uma contra a outra, logo após a queda de Bagdá. Grupos sectários e religiosos começaram a lutar por poder em suas respectivas regiões. As forças da Coalizão, lideradas pelos Estados Unidos, viu-se no meio de uma potencial guerra civil. As tropas aliadas, agora no controle de boa parte do país, começaram a tentar por um fim nas hostilidades regionais, evitando a fragmentação do país. Calma foi pedida para a população em geral. Nassíria respondeu favoravelmente ao pedido americano e começou a maneirar na belicosidade, mas o povo do município de Al-Kut colocou atiradores e barricadas nas ruas da cidade com objetivo de lutar contra qualquer invasor. Após vários pequenos confrontos, os milicianos recuaram, mas a tensão nas províncias e cidades de todo o Iraque continuaram. Antigas desavenças tribais, religiosas e étnicas voltaram a tona com força, algo que os americanos não tinham previsto.
O general americano Tommy Franks assumiu o de facto controle do Iraque como o comandante supremo das forças de ocupação da Coalizão. Logo após a queda de Bagdá, rumores circularam pelo país de que comandantes e oficiais do velho regime e das forças armadas estariam recebendo incentivos financeiros para que se entregassem. Em maio de 2003, quando o general Franks se aposentou, ele confirmou a informação e falou que vários proeminentes membros do exército baathista receberam dinheiro para se render.

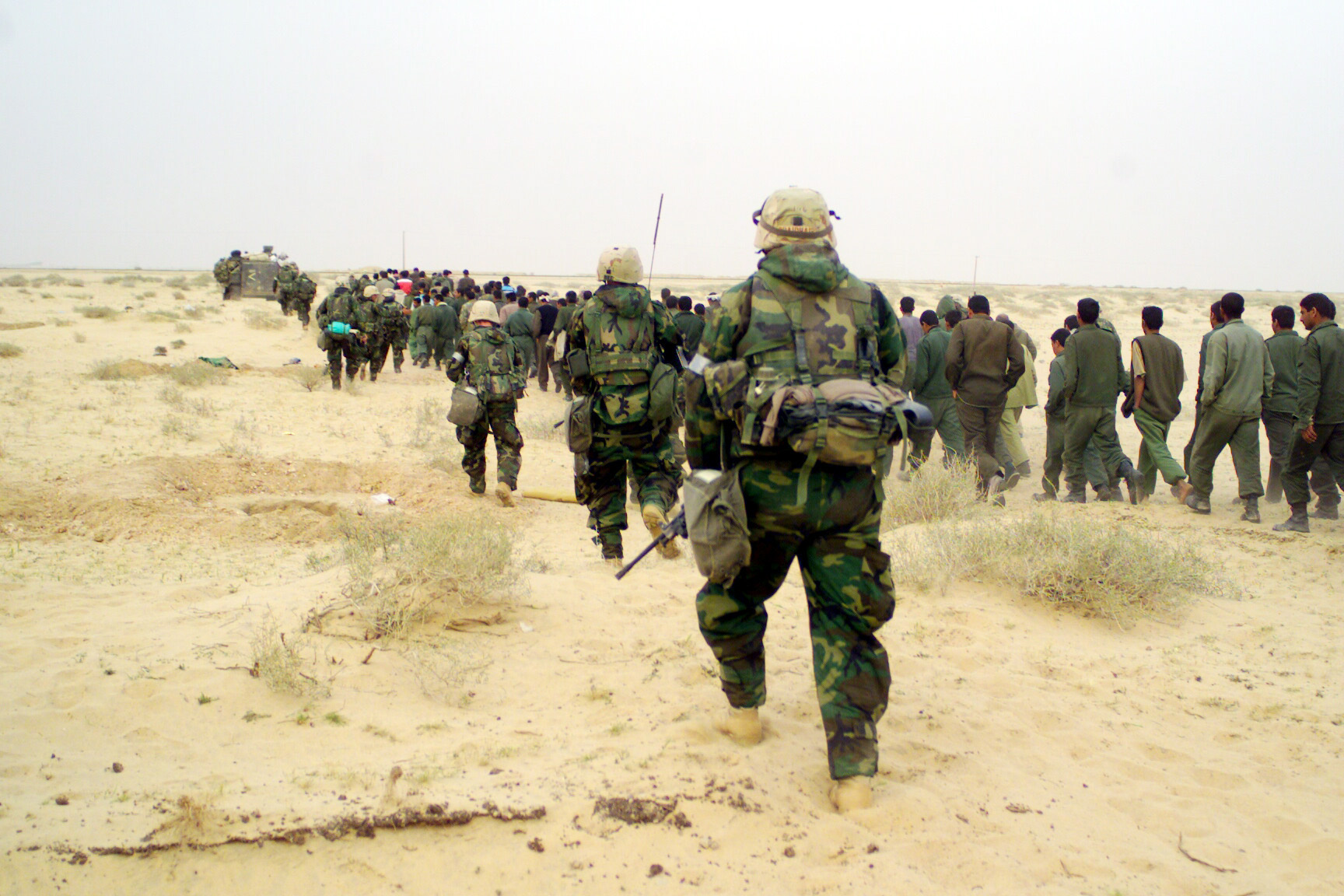
Fuzileiros navais americanos transportando prisioneiros iraquianos, em março de 2003

Enquanto assumiam a difícil tarefa de administrar o Iraque, as forças de ocupação começaram uma busca implacável pelas principais lideranças do regime de Saddam. Um baralho de cartas com o rosto das principais figuras do governo baathista foi distribuído entre os soldados da Coalizão. Mais tarde, durante a ocupação militar subsequente a invasão, precisamente a 22 de julho de 2003, membros da 101ª Divisão Paraquedista atacaram uma pequena casa no centro de Mossul e após um tiroteio de quatro horas, foi constatado que quem estava na residência era de fato os filhos de Saddam, Uday e Qusay, e seu neto. Todos os três foram mortos, junto com um segurança da família.
Saddam Hussein, que fugira para Ticrite (que fica 170 km ao norte de Bagdá), só foi capturado a 13 de dezembro de 2003, em uma pequena casa em uma remota fazenda nas cercanias da cidade. Soldados americanos da 4ª Divisão de infantaria do exército foram os responsáveis por sua captura, durante a chamada Operação Red Dawn. Saddam seria então levado a julgamento por crimes contra a humanidade cometidos durante as duas décadas que durou o seu regime. Ele foi então sentenciado a morte e eventualmente enforcado, a 30 de dezembro de 2006. Mesmo com sua execução, a violência no Iraque não deu trégua. A esperança americana de ver o país estável e seguro demoraria tempos para acontecer, enquanto a nação mergulhava em uma violenta guerra civil.

### Combates em outras regiões
No norte do Iraque, forças curdas que se opunham a Saddam começaram a ocupar áreas e posições controladas pelo regime. Eles receberam apoio das tropas especiais americanas. Os Estados Unidos também lançaram ataques aéreos na região, enfraquecendo as forças do governo central na área. Os aliados rapidamente se moveram em direção a Quircuque, que caiu rapidamente a 10 de abril. Esta cidade e suas regiões vizinhas, ricas em petróleo, eram consideradas muito importante estrategicamente.
Soldados das forças especiais dos Estados Unidos também se envolveram em lutas no sul e no oeste do Iraque, ocupando várias estradas que davam acesso a Síria. Bases aéreas e quartéis militares abandonados também foram tomados.
A 15 de abril, tropas americanas assumiram o controle de Ticrite, importante cidade na região central do Iraque, localizada ao norte de Bagdá.

### Declarado o fim do conflito (Maio de 2003)

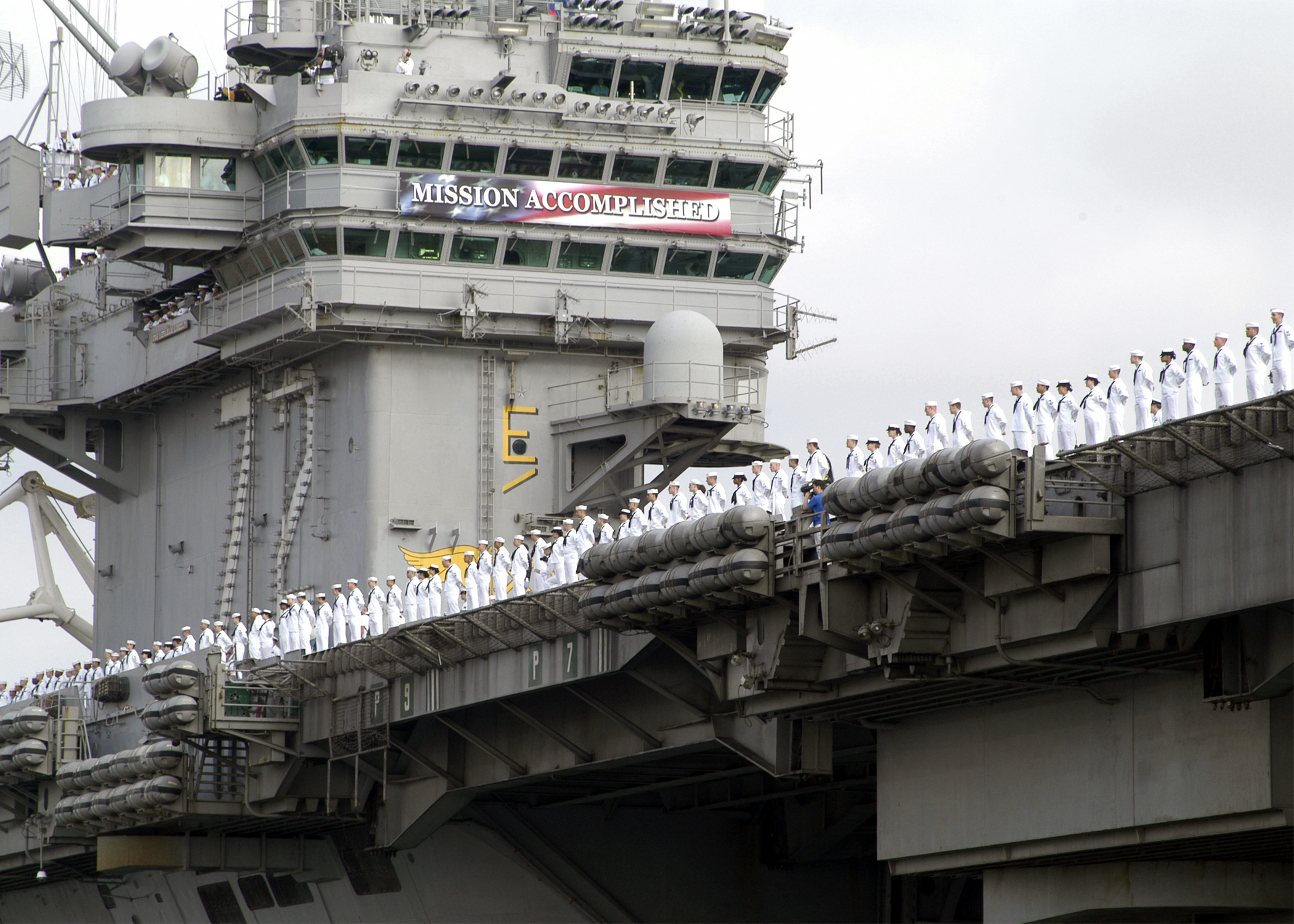
O porta-aviões USS Abraham Lincoln retornando para os Estados Unidos após executar sua missão no Iraque. Nota-se que ele ainda carregava o banner com a frase "Mission Accomplished" ("Missão Cumprida"). Mais tarde, a administração Bush foi duramente criticada por 'cantar vitória' cedo demais, já que os grandes combates do conflito estavam apenas começando

A 1 de maio de 2003, o presidente George Bush visitou o super porta-aviões USS Abraham Lincoln, que estava voltando para os Estados Unidos depois de cumprir um turno no Golfo Pérsico. Bush pousou no deck do porta-aviões em um caça Lockheed S-3 Viking. Logo depois ele fez um discurso para a tripulação do navio, para o povo americano e para o mundo, onde ele anunciou que "as principais operações de combate no Iraque terminaram" e ele completou dizendo que "os Estados Unidos e seus aliados haviam prevalecido". O presidente acabou sendo duramente criticado por oponentes políticos que disseram que sua passagem pelo USS Abraham Lincoln era nada mais que uma cara peça publicitária teatral. Enquanto ele discursava, notava-se, atrás dele, um enorme banner escrito "Mission Accomplished" (em português "Missão Cumprida"). O banner fora feito pelo pessoal da Casa Branca e colocado lá pelos marinheiros do navio. O cartaz foi, mais tarde, duramente criticado e foi considerado prematuro. Membros do governo americano falaram que a visita de Bush fazia referência a vitória da invasão apenas e eles constaram que tudo foi feito de forma teatral. Uma parte do discurso dizia: "Nós ainda temos uma dura missão pela frente. Nós estamos trazendo ordem para regiões do país que continuam perigosas". Os anos seguintes a invasão seriam particularmente sangrentos. O Iraque viveu períodos violentos, enquanto o país afundava numa violenta guerra civil de caráter religioso e sectário.

## Análise

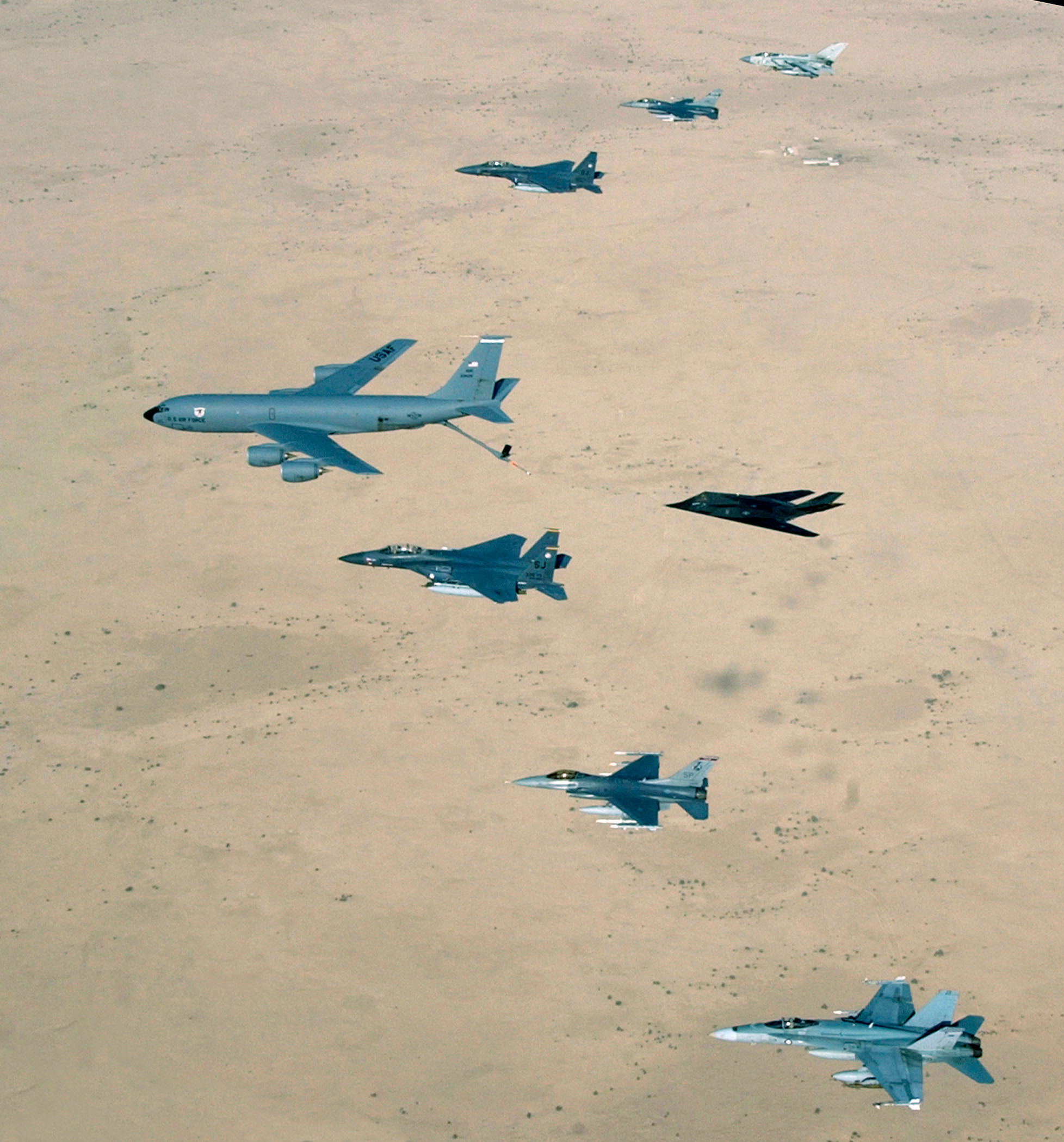
Aeronaves americanas, britânicas e australianas sobrevoando o Golfo Pérsico durante o conflito. Na imagem, aeronaves KC-135 Stratotanker, F-15E Strike Eagle, F-117 Nighthawk, F-16CJ Falcon, GR-4 Tornado e F/A-18 Hornet

A invasão aliada do Iraque durou apenas 21 dias (de combate) e terminou com duas décadas de governo de Saddam. Apesar da Coalizão ter mobilizado o maior exército já reunido desde a Guerra do Golfo de 1991, não foram todas as unidades que viram combate e muitas foram quase que imediatamente mandadas para casa após o fim das hostilidades. Isso se provaria um grave erro pois, questão de dias após a declaração do fim do conflito, violentos combates irromperam por todo o país (alguns mais intensos do que os travados durante a invasão), inciando uma nova fase da guerra. O general Eric Shinseki, chefe do Estado-Maior das forças armadas americanas, recomendou logo após a invasão que uma enorme força de combate ficasse para trás, a fim de manter a ordem no país; contudo o secretário de defesa Donald Rumsfeld e seu vice Paul Wolfowitz  se opuseram fortemente a essa ideia. Mais tarde, o general John Abizaid afirmou que o plano de Shinseki era correto.
O exército iraquiano de Saddam estava armado na época com equipamentos soviéticos ultrapassados, era mal preparado e equipado se comparado com as forças anglo-americanas. A milícia conhecida como "Saddam Fedayeen" lutou ferozmente em algumas batalhas, mas em outras acabou sendo ineficiente. A artilharia também se mostrou muito pouco eficiente, assim como as defesas antiaéreas do Iraque. Os tanques T-72 do regime eram os melhores em seu arsenal, mas careciam de peças de reposição e estavam ficando velhos. Muitos blindados iraquianos acabaram sendo destruídos pelo poder aéreo da Coalizão ou em combate direto contra os tanques de guerra anglo-americanos. Vários carros de combate foram também abandonados sem nem mesmo terem disparado um tiro. A força aérea dos Estados Unidos e do Reino Unido agiam com impunidade e seus aviões voavam várias missões por dia, enfrentando pequena resistência. Os tanques dos Aliados também eram vastamente superiores tecnologicamente falando, como o americano M1 Abrams e o britânico Challenger 2, e avançaram rapidamente pelo interior do país, massacrando qualquer oposição que encontravam. Apesar das forças paramilitares iraquianas terem disparados incontáveis foguetes RPG, poucos blindados da Coalizão foram perdidos e nenhum tripulante de tanque aliado foi morto por fogo inimigo.
Os soldados iraquianos também sofriam com a moral baixa, mesmo entre a Guarda Republicana (considerada a elite das forças de Saddam). Várias unidades debandaram e desertaram frente ao avanço das tropas invasoras, sendo que vários batalhões optaram por se render. Oficiais de patentes medianas e altas foram subornados pela CIA ou coagidos a se render. A liderança das forças armadas também era incompetente. Foi reportado que Qusay Hussein, encarregado com a defesa de Bagdá, drasticamente mudava a posição de suas tropas na região, confundindo seus soldados e oficiais. No geral, as unidades militares americanas e britânicas evitaram combates desnecessários, preferindo focar seus esforços em seus objetivos de conquistar as principais cidades do país e capturar sua liderança. Com isso, várias unidades militares iraquianas acabaram saindo do conflito relativamente intactas, especialmente aquelas que estavam alocadas no sul. Na época, foi assumido que essas unidades simplesmente debandaram como as outras.
De acordo com documentos do Pentágono, um dos principais fatores que contribuíram para a rápida derrota iraquiana foi a "constante interferência de Saddam Hussein nas questões militares". Além da inabilidade do ditador em comandar e da incompetência de alguns de seus generais, havia ainda o sentimento por parte do governo do Iraque de que a ameaça de invasão poderia ser na verdade um blefe. De acordo com uma matéria da BBC, documentos relatavam que Saddam estava "com a cabeça fora da realidade, mais preocupado com a possibilidade de uma insurreição interna ou com um ataque do Irã".
Após a ocupação, a paz e a estabilidade não reinaram no Iraque como a Coalizão esperava. Saques e ondas de crimes se tornaram comuns nos dias após o colapso do regime. Nos anos seguintes, a violência sectária e religiosa se intensificou e o país acabou mergulhando em uma brutal guerra civil que acabaria ceifando a vida de mais de 500 mil iraquianos. As forças de ocupação, em sua maioria do exército dos Estados Unidos, viram-se presas naquele país por mais tempo do que haviam antecipado, pagando um alto preço em vidas e em dinheiro devido a uma série de erros de cálculo por parte das autoridades políticas. O conflito como um todo viria a ficar conhecido como "a Guerra do Iraque".

## Perdas

### Mortes

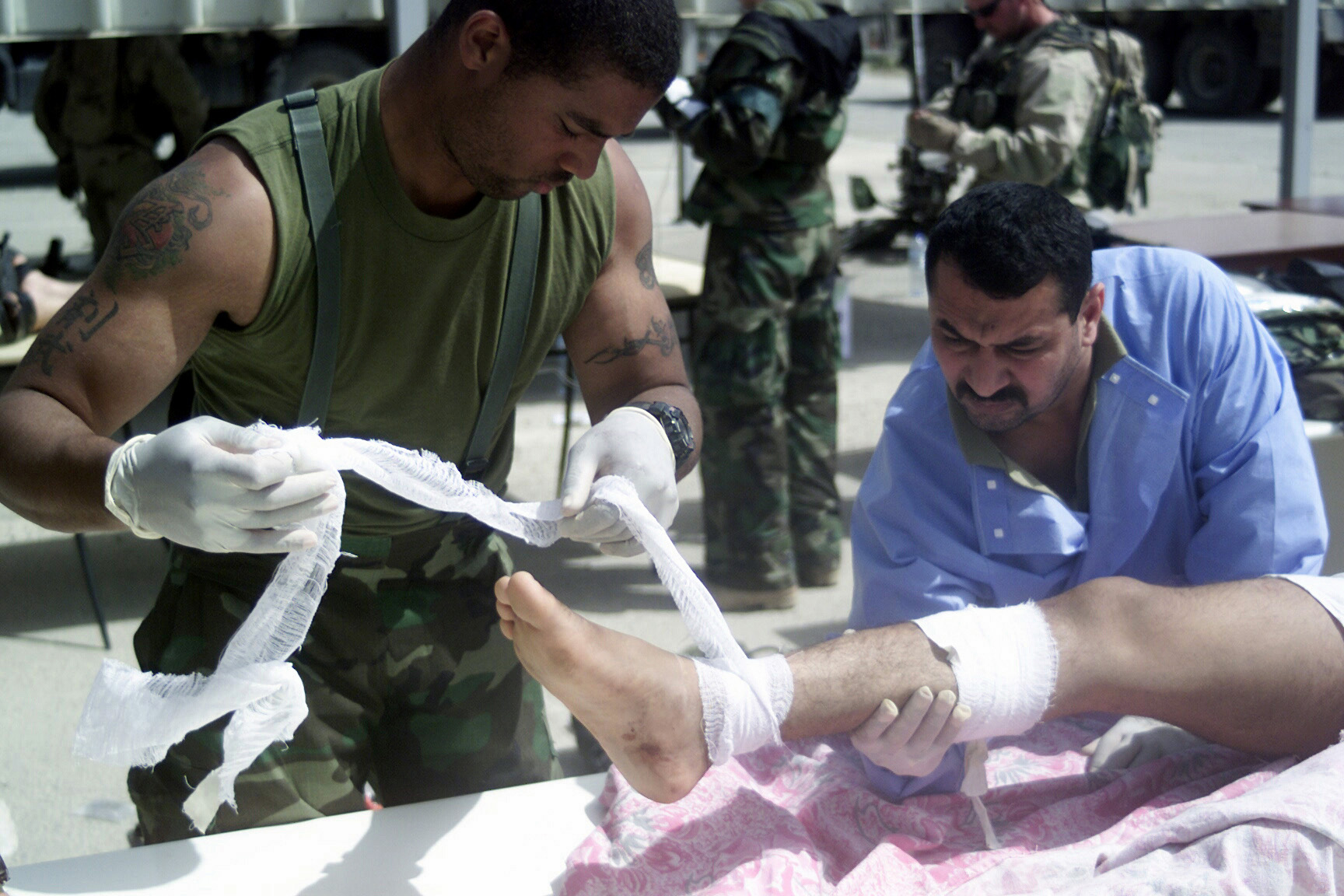
Um civil iraquiano sendo tratado após ter sido ferido em Umm Qasr, no Iraque, em março de 2003

As estimativas do número de mortes na guerra varia de fonte para fonte. De acordo com o site Iraq Body Count, aproximadamente 7 500 civis foram mortos no conflito. Outras referências estimam que entre 3 200 e 4 300 civis perderam a vida durante a invasão.
Pelo menos 196 militares da Coalizão (a grande maioria americanos e britânicos) perderam a vida em combate. Já entre forças armadas iraquianas, estima-se que em torno de 30 000 combatentes foram mortos ou feridos.

### Alegações de crimes de guerras
A milícia Saddam Fedayeen, a Guarda Republicana e outras forças de segurança do Iraque foram acusadas de cometerem diversos crimes, entre eles estava a execução de soldados iraquianos que não queriam lutar ou que pretendiam se render. Eles também ameaçavam a família dos combatentes que não queriam ir para a linha de frente. Também foi reportado o uso de civis pelos Fedayeens como escudos humanos durante os combates. Estas acusações também se estenderam a Guarda Republicana. Alguns relatórios afirmaram que os Fedayeen usaram ambulâncias para enviar mensagens e transportar combatentes para as linhas de frente. Em um caso, milicianos leais a Saddam usaram um carro com o símbolo da Cruz Vermelha em uma emboscada na cidade de Nassíria, que terminou com três soldados americanos feridos. Durante a batalha por Baçorá, forças britânicas reportaram, a 28 de março, que combatentes Fedayeen estavam disparando a contra grupos de civis que tentavam deixar a cidade.
Após a batalha de Nassíria, em 23 de março, corpos de soldados americanos mortos foram exibidos na tv estatal iraquiana. Isto por si só já caracteriza crimes de guerra, mas as imagens também evidenciavam que alguns desses soldados tinham visivelmente marcas de tiro na cabeça, o que leva a acreditar que eles foram executados. Além disso, cinco prisioneiros americanos também apareceram sendo interrogados na televisão, sendo outra violação das Convenções de Genebra. Em um caso similar ao que aconteceu em Nassíria, ao fim de março, uma unidade de engenheiros militares britânicos pegou a rota errada e entraram na cidade de Az Zubayr, que ainda estava sob controle de forças leais a Hussein. O grupo foi emboscado e o engenheiro Luke Allsopp e o sargento Simon Cullingworth acabaram sendo capturados e posteriormente executados por milicianos iraquianos.

## Cobertura da mídia

### Nos Estados Unidos

Estudos e pesquisas feitas antes e durante a operação mostravam que a maioria da população apoiava a invasão. Com o passar do tempo, com a guerra indo mal, a opinião pública acabou se voltando contra a guerra

A invasão do Iraque foi possivelmente a guerra mais noticiada e coberta midiaticamente na história. Nos Estados Unidos a mídia era praticamente toda em favor da guerra e a maioria da população que acompanhava a guerra pela televisão afirmava ser igualmente em favor do conflito. O jornal The New York Times fez vários artigos falando sobre como Saddam Hussein estaria de fato tentando construir uma arma nuclear. Em 8 de setembro de 2002, eles fizeram uma matéria chamada "U.S. Says Hussein Intensifies Quest for A-Bomb Parts" ("Estados Unidos dizem que Hussein intensifica a busca por partes para Bombas Atômicas") que mais tarde seria amplamente desacreditada e o The New York Times foi forçado a fazer uma declaração pública admitindo o erro e afirmando que não foi rigorosa em checar os fatos.
Quando a guerra começou, em março de 2003, pelo menos 775 repórteres e fotógrafos foram para a região. Esses jornalistas assinaram contratos com os militares, limitando o que eles poderiam reportar. Quando perguntaram o motivo de tanto controle, o tenente-coronel Rick Long, do corpo de fuzileiros, disse: "Francamente, nossa tarefa é vencer a guerra. Parte disso é a guerra de informações. Então nós vamos tentar dominar o ambiente das informações".
Em 2003, um estudo feito pela Fairness and Accuracy in Reporting afirmou que a mídia em geral focou apenas em fontes favoráveis ao conflito e deixou de lado o movimento antiguerra. De acordo com um estudo, 64% das fontes pesquisadas no começo da Guerra do Iraque eram favoráveis ao conflito, com apenas 10% da mídia usando fontes antiguerra. O estudo observou apenas seis canais de mídia americanas. Foi também observado que os telespectadores tinham maior tendência a também usarem fontes pró-guerra.
Em setembro de 2003, uma pesquisa de opinião revelou que 70% dos americanos acreditavam que havia uma ligação entre Saddam Hussein e os atentados terroristas de 2001 em Nova Iorque. Já entre os telespectadores da rede de televisão Fox News (um canal conservador e pró-partido republicano) mais de 80% compartilhavam esta crença, bem abaixo dos 23% da rede PBS (canal considerado de linha progressista). Ted Turner, fundador do canal de notícias CNN, acusou o magnata Rupert Murdoch de usar a Fox News para apoiar e defender a invasão. Críticos afirmaram que tais visões favoráveis ao conflito eram fruto da parcialidade da mídia nos Estados Unidos. Fora da América do Norte, o apoio ao conflito era muito menor.
Em uma pesquisa de opinião feita em junho de 2014, onze anos após a invasão, mostrava que a maioria da população americana afirmava que a decisão do país de ir a guerra no Iraque foi um "grande erro".

### Mídia independente
A mídia independente também cobriu intensamente o conflito. A rede Indymedia, junto com vários outros meios de comunicação independentes, fizeram várias matérias sobre a Guerra do Iraque. Nos Estados Unidos, o grupo Democracy Now!, cuja âncora era Amy Goodman, foram especialmente críticos sobre os motivos que levaram os americanos a invadirem o Iraque em 2003 e também investigaram denúncias de crimes de guerra feitos pelos estadunidenses.
Por outro lado, entre os elementos na mídia que não se opunham a invasão, o The Economist afirmou em um artigo que "a política de sansões, persuasão, pressão e as resoluções da ONU foram tentadas, mas falharam". Eles completaram dizendo que "se o Sr. Hussein se recusa a se desarmar, seria certo ir a guerra".
A internet acabou também proporcionando uma nova forma de se cobrir um conflito, mostrando ao grande público, burlando a censura, a realidade na frente de batalha. Blogs e sites alternativos mostravam a guerra sem ressalvas. A mídia eletrônica estava dividida, com alguns apoiando a guerra e outros sendo contra. Muitos tentaram ser imparciais, focando na história dos soldados que de fato estavam lutando.

### Cobertura internacional
A cobertura da mídia internacional foi muito diferente da que aconteceu nos Estados Unidos, onde prevaleceu, pelo menos no começo, visões majoritariamente favoráveis a guerra. Pelo mundo, os programas jornalísticos eram mais críticos a respeito da invasão.
A rede de televisão árabe Al Jazeera e o canal de satélite alemão Deutsche Welle focaram principalmente nos aspectos políticos que motivaram a decisão de invadir o Iraque. A Al Jazeera também mostrava com frequência imagens de civis mortos e feridos na guerra, algo que a mídia nos Estados Unidos tentava evitar. A Casa Branca também havia emitido um blackout dos meios de comunicação impedindo que eles cobrissem e mostrassem imagens de corpos e caixões de soldados americanos mortos no Iraque.